# Thalassophonea
De Thalassophonea zijn een clade van uitgestorven Pliosauridae uit het Midden-Jura tot het vroege Laat-Krijt (Callovien tot Turonien) van Australië, Europa, Noord-Amerika en Zuid-Amerika. De groep Thalassophonea werd in 2013 benoemd door Roger Benson en Patrick Druckenmiller. De naam is afgeleid van het Grieks thalassa (θάλασσα), 'zee', en phoneus (φονεύς), 'moordenaar'. Het is een op stam gebaseerd taxon dat wordt gedefinieerd als alle taxa die nauwer verwant zijn aan Pliosaurus brachydeirus dan aan Marmornectes candrewi. Het omvat de korthalzige en grootkoppige soorten die de groep typeren.

## Fylogenie
Het volgende cladogram volgt een analyse door Benson & Druckenmiller uit 2014.
|  | Pliosaurus     |
|  |                |
|  | Gallardosaurus |
|  |                |

|  | Brachauchenius    |
|  |                   |
|  | Kronosaurus       |
|  |                   |
|  | Megacephalosaurus |
|  |                   |

|  | Pliosaurus     |
|  |                |
|  | Gallardosaurus |
|  |                |

|  | Brachauchenius    |
|  |                   |
|  | Kronosaurus       |
|  |                   |
|  | Megacephalosaurus |
|  |                   |

|  | Pliosaurus     |
|  |                |
|  | Gallardosaurus |
|  |                |

|  | Brachauchenius    |
|  |                   |
|  | Kronosaurus       |
|  |                   |
|  | Megacephalosaurus |
|  |                   |

|  | Pliosaurus     |
|  |                |
|  | Gallardosaurus |
|  |                |

|  | Brachauchenius    |
|  |                   |
|  | Kronosaurus       |
|  |                   |
|  | Megacephalosaurus |
|  |                   |

|  | Pliosaurus     |
|  |                |
|  | Gallardosaurus |
|  |                |

|  | Brachauchenius    |
|  |                   |
|  | Kronosaurus       |
|  |                   |
|  | Megacephalosaurus |
|  |                   |

|  | Pliosaurus     |
|  |                |
|  | Gallardosaurus |
|  |                |

|  | Brachauchenius    |
|  |                   |
|  | Kronosaurus       |
|  |                   |
|  | Megacephalosaurus |
|  |                   |

|  | Pliosaurus     |
|  |                |
|  | Gallardosaurus |
|  |                |

|  | Brachauchenius    |
|  |                   |
|  | Kronosaurus       |
|  |                   |
|  | Megacephalosaurus |
|  |                   |

|  | Pliosaurus     |
|  |                |
|  | Gallardosaurus |
|  |                |

|  | Brachauchenius    |
|  |                   |
|  | Kronosaurus       |
|  |                   |
|  | Megacephalosaurus |
|  |                   |

|  | Pliosaurus     |
|  |                |
|  | Gallardosaurus |
|  |                |

|  | Brachauchenius    |
|  |                   |
|  | Kronosaurus       |
|  |                   |
|  | Megacephalosaurus |
|  |                   |

|  | Pliosaurus     |
|  |                |
|  | Gallardosaurus |
|  |                |

|  | Brachauchenius    |
|  |                   |
|  | Kronosaurus       |
|  |                   |
|  | Megacephalosaurus |
|  |                   |

|  | Pliosaurus     |
|  |                |
|  | Gallardosaurus |
|  |                |

|  | Brachauchenius    |
|  |                   |
|  | Kronosaurus       |
|  |                   |
|  | Megacephalosaurus |
|  |                   |

|  | Pliosaurus     |
|  |                |
|  | Gallardosaurus |
|  |                |

|  | Brachauchenius    |
|  |                   |
|  | Kronosaurus       |
|  |                   |
|  | Megacephalosaurus |
|  |                   |

|  | Pliosaurus     |
|  |                |
|  | Gallardosaurus |
|  |                |

|  | Brachauchenius    |
|  |                   |
|  | Kronosaurus       |
|  |                   |
|  | Megacephalosaurus |
|  |                   |

|  | Pliosaurus     |
|  |                |
|  | Gallardosaurus |
|  |                |

|  | Brachauchenius    |
|  |                   |
|  | Kronosaurus       |
|  |                   |
|  | Megacephalosaurus |
|  |                   |

|  | Pliosaurus     |
|  |                |
|  | Gallardosaurus |
|  |                |

|  | Brachauchenius    |
|  |                   |
|  | Kronosaurus       |
|  |                   |
|  | Megacephalosaurus |
|  |                   |

|  | Pliosaurus     |
|  |                |
|  | Gallardosaurus |
|  |                |

|  | Brachauchenius    |
|  |                   |
|  | Kronosaurus       |
|  |                   |
|  | Megacephalosaurus |
|  |                   |

|  | Pliosaurus     |
|  |                |
|  | Gallardosaurus |
|  |                |

|  | Brachauchenius    |
|  |                   |
|  | Kronosaurus       |
|  |                   |
|  | Megacephalosaurus |
|  |                   |

|  | Pliosaurus     |
|  |                |
|  | Gallardosaurus |
|  |                |

|  | Brachauchenius    |
|  |                   |
|  | Kronosaurus       |
|  |                   |
|  | Megacephalosaurus |
|  |                   |

|  | Pliosaurus     |
|  |                |
|  | Gallardosaurus |
|  |                |

|  | Brachauchenius    |
|  |                   |
|  | Kronosaurus       |
|  |                   |
|  | Megacephalosaurus |
|  |                   |

|  | Pliosaurus     |
|  |                |
|  | Gallardosaurus |
|  |                |

|  | Brachauchenius    |
|  |                   |
|  | Kronosaurus       |
|  |                   |
|  | Megacephalosaurus |
|  |                   |

|  | Pliosaurus     |
|  |                |
|  | Gallardosaurus |
|  |                |

|  | Brachauchenius    |
|  |                   |
|  | Kronosaurus       |
|  |                   |
|  | Megacephalosaurus |
|  |                   |

|  | Pliosaurus     |
|  |                |
|  | Gallardosaurus |
|  |                |

|  | Brachauchenius    |
|  |                   |
|  | Kronosaurus       |
|  |                   |
|  | Megacephalosaurus |
|  |                   |

|  | Pliosaurus     |
|  |                |
|  | Gallardosaurus |
|  |                |

|  | Brachauchenius    |
|  |                   |
|  | Kronosaurus       |
|  |                   |
|  | Megacephalosaurus |
|  |                   |

|  | Pliosaurus     |
|  |                |
|  | Gallardosaurus |
|  |                |

|  | Brachauchenius    |
|  |                   |
|  | Kronosaurus       |
|  |                   |
|  | Megacephalosaurus |
|  |                   |

|  | Pliosaurus     |
|  |                |
|  | Gallardosaurus |
|  |                |

|  | Brachauchenius    |
|  |                   |
|  | Kronosaurus       |
|  |                   |
|  | Megacephalosaurus |
|  |                   |

|  | Pliosaurus     |
|  |                |
|  | Gallardosaurus |
|  |                |

|  | Brachauchenius    |
|  |                   |
|  | Kronosaurus       |
|  |                   |
|  | Megacephalosaurus |
|  |                   |

|  | Pliosaurus     |
|  |                |
|  | Gallardosaurus |
|  |                |

|  | Brachauchenius    |
|  |                   |
|  | Kronosaurus       |
|  |                   |
|  | Megacephalosaurus |
|  |                   |

|  | Pliosaurus     |
|  |                |
|  | Gallardosaurus |
|  |                |

|  | Brachauchenius    |
|  |                   |
|  | Kronosaurus       |
|  |                   |
|  | Megacephalosaurus |
|  |                   |

|  | Pliosaurus     |
|  |                |
|  | Gallardosaurus |
|  |                |

|  | Brachauchenius    |
|  |                   |
|  | Kronosaurus       |
|  |                   |
|  | Megacephalosaurus |
|  |                   |

|  | Pliosaurus     |
|  |                |
|  | Gallardosaurus |
|  |                |

|  | Brachauchenius    |
|  |                   |
|  | Kronosaurus       |
|  |                   |
|  | Megacephalosaurus |
|  |                   |

|  | Pliosaurus     |
|  |                |
|  | Gallardosaurus |
|  |                |

|  | Brachauchenius    |
|  |                   |
|  | Kronosaurus       |
|  |                   |
|  | Megacephalosaurus |
|  |                   |

|  | Pliosaurus     |
|  |                |
|  | Gallardosaurus |
|  |                |

|  | Brachauchenius    |
|  |                   |
|  | Kronosaurus       |
|  |                   |
|  | Megacephalosaurus |
|  |                   |

|  | Pliosaurus     |
|  |                |
|  | Gallardosaurus |
|  |                |

|  | Brachauchenius    |
|  |                   |
|  | Kronosaurus       |
|  |                   |
|  | Megacephalosaurus |
|  |                   |

|  | Pliosaurus     |
|  |                |
|  | Gallardosaurus |
|  |                |

|  | Brachauchenius    |
|  |                   |
|  | Kronosaurus       |
|  |                   |
|  | Megacephalosaurus |
|  |                   |

|  | Pliosaurus     |
|  |                |
|  | Gallardosaurus |
|  |                |

|  | Brachauchenius    |
|  |                   |
|  | Kronosaurus       |
|  |                   |
|  | Megacephalosaurus |
|  |                   |

|  | Pliosaurus     |
|  |                |
|  | Gallardosaurus |
|  |                |

|  | Brachauchenius    |
|  |                   |
|  | Kronosaurus       |
|  |                   |
|  | Megacephalosaurus |
|  |                   |

|  | Pliosaurus     |
|  |                |
|  | Gallardosaurus |
|  |                |

|  | Brachauchenius    |
|  |                   |
|  | Kronosaurus       |
|  |                   |
|  | Megacephalosaurus |
|  |                   |

|  | Pliosaurus     |
|  |                |
|  | Gallardosaurus |
|  |                |

|  | Brachauchenius    |
|  |                   |
|  | Kronosaurus       |
|  |                   |
|  | Megacephalosaurus |
|  |                   |

|  | Pliosaurus     |
|  |                |
|  | Gallardosaurus |
|  |                |

|  | Brachauchenius    |
|  |                   |
|  | Kronosaurus       |
|  |                   |
|  | Megacephalosaurus |
|  |                   |

|  | Pliosaurus     |
|  |                |
|  | Gallardosaurus |
|  |                |

|  | Brachauchenius    |
|  |                   |
|  | Kronosaurus       |
|  |                   |
|  | Megacephalosaurus |
|  |                   |

|  | Pliosaurus     |
|  |                |
|  | Gallardosaurus |
|  |                |

|  | Brachauchenius    |
|  |                   |
|  | Kronosaurus       |
|  |                   |
|  | Megacephalosaurus |
|  |                   |

|  | Pliosaurus     |
|  |                |
|  | Gallardosaurus |
|  |                |

|  | Brachauchenius    |
|  |                   |
|  | Kronosaurus       |
|  |                   |
|  | Megacephalosaurus |
|  |                   |

|  | Pliosaurus     |
|  |                |
|  | Gallardosaurus |
|  |                |

|  | Brachauchenius    |
|  |                   |
|  | Kronosaurus       |
|  |                   |
|  | Megacephalosaurus |
|  |                   |

|  | Pliosaurus     |
|  |                |
|  | Gallardosaurus |
|  |                |

|  | Brachauchenius    |
|  |                   |
|  | Kronosaurus       |
|  |                   |
|  | Megacephalosaurus |
|  |                   |

|  | Pliosaurus     |
|  |                |
|  | Gallardosaurus |
|  |                |

|  | Brachauchenius    |
|  |                   |
|  | Kronosaurus       |
|  |                   |
|  | Megacephalosaurus |
|  |                   |

|  | Pliosaurus     |
|  |                |
|  | Gallardosaurus |
|  |                |

|  | Brachauchenius    |
|  |                   |
|  | Kronosaurus       |
|  |                   |
|  | Megacephalosaurus |
|  |                   |

|  | Pliosaurus     |
|  |                |
|  | Gallardosaurus |
|  |                |

|  | Brachauchenius    |
|  |                   |
|  | Kronosaurus       |
|  |                   |
|  | Megacephalosaurus |
|  |                   |

|  | Pliosaurus     |
|  |                |
|  | Gallardosaurus |
|  |                |

|  | Brachauchenius    |
|  |                   |
|  | Kronosaurus       |
|  |                   |
|  | Megacephalosaurus |
|  |                   |

|  | Pliosaurus     |
|  |                |
|  | Gallardosaurus |
|  |                |

|  | Brachauchenius    |
|  |                   |
|  | Kronosaurus       |
|  |                   |
|  | Megacephalosaurus |
|  |                   |

|  | Pliosaurus     |
|  |                |
|  | Gallardosaurus |
|  |                |

|  | Brachauchenius    |
|  |                   |
|  | Kronosaurus       |
|  |                   |
|  | Megacephalosaurus |
|  |                   |

|  | Pliosaurus     |
|  |                |
|  | Gallardosaurus |
|  |                |

|  | Brachauchenius    |
|  |                   |
|  | Kronosaurus       |
|  |                   |
|  | Megacephalosaurus |
|  |                   |

|  | Pliosaurus     |
|  |                |
|  | Gallardosaurus |
|  |                |

|  | Brachauchenius    |
|  |                   |
|  | Kronosaurus       |
|  |                   |
|  | Megacephalosaurus |
|  |                   |

|  | Pliosaurus     |
|  |                |
|  | Gallardosaurus |
|  |                |

|  | Brachauchenius    |
|  |                   |
|  | Kronosaurus       |
|  |                   |
|  | Megacephalosaurus |
|  |                   |

|  | Pliosaurus     |
|  |                |
|  | Gallardosaurus |
|  |                |

|  | Brachauchenius    |
|  |                   |
|  | Kronosaurus       |
|  |                   |
|  | Megacephalosaurus |
|  |                   |

|  | Pliosaurus     |
|  |                |
|  | Gallardosaurus |
|  |                |

|  | Brachauchenius    |
|  |                   |
|  | Kronosaurus       |
|  |                   |
|  | Megacephalosaurus |
|  |                   |

|  | Pliosaurus     |
|  |                |
|  | Gallardosaurus |
|  |                |

|  | Brachauchenius    |
|  |                   |
|  | Kronosaurus       |
|  |                   |
|  | Megacephalosaurus |
|  |                   |

|  | Pliosaurus     |
|  |                |
|  | Gallardosaurus |
|  |                |

|  | Brachauchenius    |
|  |                   |
|  | Kronosaurus       |
|  |                   |
|  | Megacephalosaurus |
|  |                   |

|  | Pliosaurus     |
|  |                |
|  | Gallardosaurus |
|  |                |

|  | Brachauchenius    |
|  |                   |
|  | Kronosaurus       |
|  |                   |
|  | Megacephalosaurus |
|  |                   |

|  | Pliosaurus     |
|  |                |
|  | Gallardosaurus |
|  |                |

|  | Brachauchenius    |
|  |                   |
|  | Kronosaurus       |
|  |                   |
|  | Megacephalosaurus |
|  |                   |

|  | Pliosaurus     |
|  |                |
|  | Gallardosaurus |
|  |                |

|  | Brachauchenius    |
|  |                   |
|  | Kronosaurus       |
|  |                   |
|  | Megacephalosaurus |
|  |                   |

|  | Pliosaurus     |
|  |                |
|  | Gallardosaurus |
|  |                |

|  | Brachauchenius    |
|  |                   |
|  | Kronosaurus       |
|  |                   |
|  | Megacephalosaurus |
|  |                   |

|  | Pliosaurus     |
|  |                |
|  | Gallardosaurus |
|  |                |

|  | Brachauchenius    |
|  |                   |
|  | Kronosaurus       |
|  |                   |
|  | Megacephalosaurus |
|  |                   |

|  | Pliosaurus     |
|  |                |
|  | Gallardosaurus |
|  |                |

|  | Brachauchenius    |
|  |                   |
|  | Kronosaurus       |
|  |                   |
|  | Megacephalosaurus |
|  |                   |

|  | Pliosaurus     |
|  |                |
|  | Gallardosaurus |
|  |                |

|  | Brachauchenius    |
|  |                   |
|  | Kronosaurus       |
|  |                   |
|  | Megacephalosaurus |
|  |                   |

|  | Pliosaurus     |
|  |                |
|  | Gallardosaurus |
|  |                |

|  | Brachauchenius    |
|  |                   |
|  | Kronosaurus       |
|  |                   |
|  | Megacephalosaurus |
|  |                   |

|  | Pliosaurus     |
|  |                |
|  | Gallardosaurus |
|  |                |

|  | Brachauchenius    |
|  |                   |
|  | Kronosaurus       |
|  |                   |
|  | Megacephalosaurus |
|  |                   |

|  | Pliosaurus     |
|  |                |
|  | Gallardosaurus |
|  |                |

|  | Brachauchenius    |
|  |                   |
|  | Kronosaurus       |
|  |                   |
|  | Megacephalosaurus |
|  |                   |

|  | Pliosaurus     |
|  |                |
|  | Gallardosaurus |
|  |                |

|  | Brachauchenius    |
|  |                   |
|  | Kronosaurus       |
|  |                   |
|  | Megacephalosaurus |
|  |                   |

|  | Pliosaurus     |
|  |                |
|  | Gallardosaurus |
|  |                |

|  | Brachauchenius    |
|  |                   |
|  | Kronosaurus       |
|  |                   |
|  | Megacephalosaurus |
|  |                   |

|  | Pliosaurus     |
|  |                |
|  | Gallardosaurus |
|  |                |

|  | Brachauchenius    |
|  |                   |
|  | Kronosaurus       |
|  |                   |
|  | Megacephalosaurus |
|  |                   |

|  | Pliosaurus     |
|  |                |
|  | Gallardosaurus |
|  |                |

|  | Brachauchenius    |
|  |                   |
|  | Kronosaurus       |
|  |                   |
|  | Megacephalosaurus |
|  |                   |

|  | Pliosaurus     |
|  |                |
|  | Gallardosaurus |
|  |                |

|  | Brachauchenius    |
|  |                   |
|  | Kronosaurus       |
|  |                   |
|  | Megacephalosaurus |
|  |                   |

|  | Pliosaurus     |
|  |                |
|  | Gallardosaurus |
|  |                |

|  | Brachauchenius    |
|  |                   |
|  | Kronosaurus       |
|  |                   |
|  | Megacephalosaurus |
|  |                   |

|  | Pliosaurus     |
|  |                |
|  | Gallardosaurus |
|  |                |

|  | Brachauchenius    |
|  |                   |
|  | Kronosaurus       |
|  |                   |
|  | Megacephalosaurus |
|  |                   |

|  | Pliosaurus     |
|  |                |
|  | Gallardosaurus |
|  |                |

|  | Brachauchenius    |
|  |                   |
|  | Kronosaurus       |
|  |                   |
|  | Megacephalosaurus |
|  |                   |

|  | Pliosaurus     |
|  |                |
|  | Gallardosaurus |
|  |                |

|  | Brachauchenius    |
|  |                   |
|  | Kronosaurus       |
|  |                   |
|  | Megacephalosaurus |
|  |                   |

|  | Pliosaurus     |
|  |                |
|  | Gallardosaurus |
|  |                |

|  | Brachauchenius    |
|  |                   |
|  | Kronosaurus       |
|  |                   |
|  | Megacephalosaurus |
|  |                   |

|  | Pliosaurus     |
|  |                |
|  | Gallardosaurus |
|  |                |

|  | Brachauchenius    |
|  |                   |
|  | Kronosaurus       |
|  |                   |
|  | Megacephalosaurus |
|  |                   |

|  | Pliosaurus     |
|  |                |
|  | Gallardosaurus |
|  |                |

|  | Brachauchenius    |
|  |                   |
|  | Kronosaurus       |
|  |                   |
|  | Megacephalosaurus |
|  |                   |

|  | Pliosaurus     |
|  |                |
|  | Gallardosaurus |
|  |                |

|  | Brachauchenius    |
|  |                   |
|  | Kronosaurus       |
|  |                   |
|  | Megacephalosaurus |
|  |                   |

|  | Pliosaurus     |
|  |                |
|  | Gallardosaurus |
|  |                |

|  | Brachauchenius    |
|  |                   |
|  | Kronosaurus       |
|  |                   |
|  | Megacephalosaurus |
|  |                   |

|  | Pliosaurus     |
|  |                |
|  | Gallardosaurus |
|  |                |

|  | Brachauchenius    |
|  |                   |
|  | Kronosaurus       |
|  |                   |
|  | Megacephalosaurus |
|  |                   |

|  | Pliosaurus     |
|  |                |
|  | Gallardosaurus |
|  |                |

|  | Brachauchenius    |
|  |                   |
|  | Kronosaurus       |
|  |                   |
|  | Megacephalosaurus |
|  |                   |

|  | Pliosaurus     |
|  |                |
|  | Gallardosaurus |
|  |                |

|  | Brachauchenius    |
|  |                   |
|  | Kronosaurus       |
|  |                   |
|  | Megacephalosaurus |
|  |                   |

|  | Pliosaurus     |
|  |                |
|  | Gallardosaurus |
|  |                |

|  | Brachauchenius    |
|  |                   |
|  | Kronosaurus       |
|  |                   |
|  | Megacephalosaurus |
|  |                   |

|  | Pliosaurus     |
|  |                |
|  | Gallardosaurus |
|  |                |

|  | Brachauchenius    |
|  |                   |
|  | Kronosaurus       |
|  |                   |
|  | Megacephalosaurus |
|  |                   |

|  | Pliosaurus     |
|  |                |
|  | Gallardosaurus |
|  |                |

|  | Brachauchenius    |
|  |                   |
|  | Kronosaurus       |
|  |                   |
|  | Megacephalosaurus |
|  |                   |

|  | Pliosaurus     |
|  |                |
|  | Gallardosaurus |
|  |                |

|  | Brachauchenius    |
|  |                   |
|  | Kronosaurus       |
|  |                   |
|  | Megacephalosaurus |
|  |                   |

|  | Pliosaurus     |
|  |                |
|  | Gallardosaurus |
|  |                |

|  | Brachauchenius    |
|  |                   |
|  | Kronosaurus       |
|  |                   |
|  | Megacephalosaurus |
|  |                   |

|  | Pliosaurus     |
|  |                |
|  | Gallardosaurus |
|  |                |

|  | Brachauchenius    |
|  |                   |
|  | Kronosaurus       |
|  |                   |
|  | Megacephalosaurus |
|  |                   |

|  | Pliosaurus     |
|  |                |
|  | Gallardosaurus |
|  |                |

|  | Brachauchenius    |
|  |                   |
|  | Kronosaurus       |
|  |                   |
|  | Megacephalosaurus |
|  |                   |

|  | Pliosaurus     |
|  |                |
|  | Gallardosaurus |
|  |                |

|  | Brachauchenius    |
|  |                   |
|  | Kronosaurus       |
|  |                   |
|  | Megacephalosaurus |
|  |                   |

|  | Pliosaurus     |
|  |                |
|  | Gallardosaurus |
|  |                |

|  | Brachauchenius    |
|  |                   |
|  | Kronosaurus       |
|  |                   |
|  | Megacephalosaurus |
|  |                   |

|  | Pliosaurus     |
|  |                |
|  | Gallardosaurus |
|  |                |

|  | Brachauchenius    |
|  |                   |
|  | Kronosaurus       |
|  |                   |
|  | Megacephalosaurus |
|  |                   |

|  | Pliosaurus     |
|  |                |
|  | Gallardosaurus |
|  |                |

|  | Brachauchenius    |
|  |                   |
|  | Kronosaurus       |
|  |                   |
|  | Megacephalosaurus |
|  |                   |

|  | Pliosaurus     |
|  |                |
|  | Gallardosaurus |
|  |                |

|  | Brachauchenius    |
|  |                   |
|  | Kronosaurus       |
|  |                   |
|  | Megacephalosaurus |
|  |                   |

|  | Pliosaurus     |
|  |                |
|  | Gallardosaurus |
|  |                |

|  | Brachauchenius    |
|  |                   |
|  | Kronosaurus       |
|  |                   |
|  | Megacephalosaurus |
|  |                   |

|  | Pliosaurus     |
|  |                |
|  | Gallardosaurus |
|  |                |

|  | Brachauchenius    |
|  |                   |
|  | Kronosaurus       |
|  |                   |
|  | Megacephalosaurus |
|  |                   |

|  | Pliosaurus     |
|  |                |
|  | Gallardosaurus |
|  |                |

|  | Brachauchenius    |
|  |                   |
|  | Kronosaurus       |
|  |                   |
|  | Megacephalosaurus |
|  |                   |

|  | Pliosaurus     |
|  |                |
|  | Gallardosaurus |
|  |                |

|  | Brachauchenius    |
|  |                   |
|  | Kronosaurus       |
|  |                   |
|  | Megacephalosaurus |
|  |                   |

|  | Pliosaurus     |
|  |                |
|  | Gallardosaurus |
|  |                |

|  | Brachauchenius    |
|  |                   |
|  | Kronosaurus       |
|  |                   |
|  | Megacephalosaurus |
|  |                   |

|  | Pliosaurus     |
|  |                |
|  | Gallardosaurus |
|  |                |

|  | Brachauchenius    |
|  |                   |
|  | Kronosaurus       |
|  |                   |
|  | Megacephalosaurus |
|  |                   |

|  | Pliosaurus     |
|  |                |
|  | Gallardosaurus |
|  |                |

|  | Brachauchenius    |
|  |                   |
|  | Kronosaurus       |
|  |                   |
|  | Megacephalosaurus |
|  |                   |

|  | Pliosaurus     |
|  |                |
|  | Gallardosaurus |
|  |                |

|  | Brachauchenius    |
|  |                   |
|  | Kronosaurus       |
|  |                   |
|  | Megacephalosaurus |
|  |                   |

|  | Pliosaurus     |
|  |                |
|  | Gallardosaurus |
|  |                |

|  | Brachauchenius    |
|  |                   |
|  | Kronosaurus       |
|  |                   |
|  | Megacephalosaurus |
|  |                   |

|  | Pliosaurus     |
|  |                |
|  | Gallardosaurus |
|  |                |

|  | Brachauchenius    |
|  |                   |
|  | Kronosaurus       |
|  |                   |
|  | Megacephalosaurus |
|  |                   |

|  | Pliosaurus     |
|  |                |
|  | Gallardosaurus |
|  |                |

|  | Brachauchenius    |
|  |                   |
|  | Kronosaurus       |
|  |                   |
|  | Megacephalosaurus |
|  |                   |

|  | Pliosaurus     |
|  |                |
|  | Gallardosaurus |
|  |                |

|  | Brachauchenius    |
|  |                   |
|  | Kronosaurus       |
|  |                   |
|  | Megacephalosaurus |
|  |                   |

|  | Pliosaurus     |
|  |                |
|  | Gallardosaurus |
|  |                |

|  | Brachauchenius    |
|  |                   |
|  | Kronosaurus       |
|  |                   |
|  | Megacephalosaurus |
|  |                   |

|  | Pliosaurus     |
|  |                |
|  | Gallardosaurus |
|  |                |

|  | Brachauchenius    |
|  |                   |
|  | Kronosaurus       |
|  |                   |
|  | Megacephalosaurus |
|  |                   |

|  | Pliosaurus     |
|  |                |
|  | Gallardosaurus |
|  |                |

|  | Brachauchenius    |
|  |                   |
|  | Kronosaurus       |
|  |                   |
|  | Megacephalosaurus |
|  |                   |

|  | Pliosaurus     |
|  |                |
|  | Gallardosaurus |
|  |                |

|  | Brachauchenius    |
|  |                   |
|  | Kronosaurus       |
|  |                   |
|  | Megacephalosaurus |
|  |                   |

|  | Pliosaurus     |
|  |                |
|  | Gallardosaurus |
|  |                |

|  | Brachauchenius    |
|  |                   |
|  | Kronosaurus       |
|  |                   |
|  | Megacephalosaurus |
|  |                   |

|  | Pliosaurus     |
|  |                |
|  | Gallardosaurus |
|  |                |

|  | Brachauchenius    |
|  |                   |
|  | Kronosaurus       |
|  |                   |
|  | Megacephalosaurus |
|  |                   |

|  | Pliosaurus     |
|  |                |
|  | Gallardosaurus |
|  |                |

|  | Brachauchenius    |
|  |                   |
|  | Kronosaurus       |
|  |                   |
|  | Megacephalosaurus |
|  |                   |

|  | Pliosaurus     |
|  |                |
|  | Gallardosaurus |
|  |                |

|  | Brachauchenius    |
|  |                   |
|  | Kronosaurus       |
|  |                   |
|  | Megacephalosaurus |
|  |                   |

|  | Pliosaurus     |
|  |                |
|  | Gallardosaurus |
|  |                |

|  | Brachauchenius    |
|  |                   |
|  | Kronosaurus       |
|  |                   |
|  | Megacephalosaurus |
|  |                   |

|  | Pliosaurus     |
|  |                |
|  | Gallardosaurus |
|  |                |

|  | Brachauchenius    |
|  |                   |
|  | Kronosaurus       |
|  |                   |
|  | Megacephalosaurus |
|  |                   |

|  | Pliosaurus     |
|  |                |
|  | Gallardosaurus |
|  |                |

|  | Brachauchenius    |
|  |                   |
|  | Kronosaurus       |
|  |                   |
|  | Megacephalosaurus |
|  |                   |

|  | Pliosaurus     |
|  |                |
|  | Gallardosaurus |
|  |                |

|  | Brachauchenius    |
|  |                   |
|  | Kronosaurus       |
|  |                   |
|  | Megacephalosaurus |
|  |                   |

|  | Pliosaurus     |
|  |                |
|  | Gallardosaurus |
|  |                |

|  | Brachauchenius    |
|  |                   |
|  | Kronosaurus       |
|  |                   |
|  | Megacephalosaurus |
|  |                   |

|  | Pliosaurus     |
|  |                |
|  | Gallardosaurus |
|  |                |

|  | Brachauchenius    |
|  |                   |
|  | Kronosaurus       |
|  |                   |
|  | Megacephalosaurus |
|  |                   |

|  | Pliosaurus     |
|  |                |
|  | Gallardosaurus |
|  |                |

|  | Brachauchenius    |
|  |                   |
|  | Kronosaurus       |
|  |                   |
|  | Megacephalosaurus |
|  |                   |

|  | Pliosaurus     |
|  |                |
|  | Gallardosaurus |
|  |                |

|  | Brachauchenius    |
|  |                   |
|  | Kronosaurus       |
|  |                   |
|  | Megacephalosaurus |
|  |                   |

|  | Pliosaurus     |
|  |                |
|  | Gallardosaurus |
|  |                |

|  | Brachauchenius    |
|  |                   |
|  | Kronosaurus       |
|  |                   |
|  | Megacephalosaurus |
|  |                   |

|  | Pliosaurus     |
|  |                |
|  | Gallardosaurus |
|  |                |

|  | Brachauchenius    |
|  |                   |
|  | Kronosaurus       |
|  |                   |
|  | Megacephalosaurus |
|  |                   |

|  | Pliosaurus     |
|  |                |
|  | Gallardosaurus |
|  |                |

|  | Brachauchenius    |
|  |                   |
|  | Kronosaurus       |
|  |                   |
|  | Megacephalosaurus |
|  |                   |

|  | Pliosaurus     |
|  |                |
|  | Gallardosaurus |
|  |                |

|  | Brachauchenius    |
|  |                   |
|  | Kronosaurus       |
|  |                   |
|  | Megacephalosaurus |
|  |                   |

|  | Pliosaurus     |
|  |                |
|  | Gallardosaurus |
|  |                |

|  | Brachauchenius    |
|  |                   |
|  | Kronosaurus       |
|  |                   |
|  | Megacephalosaurus |
|  |                   |

|  | Pliosaurus     |
|  |                |
|  | Gallardosaurus |
|  |                |

|  | Brachauchenius    |
|  |                   |
|  | Kronosaurus       |
|  |                   |
|  | Megacephalosaurus |
|  |                   |

|  | Pliosaurus     |
|  |                |
|  | Gallardosaurus |
|  |                |

|  | Brachauchenius    |
|  |                   |
|  | Kronosaurus       |
|  |                   |
|  | Megacephalosaurus |
|  |                   |

|  | Pliosaurus     |
|  |                |
|  | Gallardosaurus |
|  |                |

|  | Brachauchenius    |
|  |                   |
|  | Kronosaurus       |
|  |                   |
|  | Megacephalosaurus |
|  |                   |

|  | Pliosaurus     |
|  |                |
|  | Gallardosaurus |
|  |                |

|  | Brachauchenius    |
|  |                   |
|  | Kronosaurus       |
|  |                   |
|  | Megacephalosaurus |
|  |                   |

|  | Pliosaurus     |
|  |                |
|  | Gallardosaurus |
|  |                |

|  | Brachauchenius    |
|  |                   |
|  | Kronosaurus       |
|  |                   |
|  | Megacephalosaurus |
|  |                   |

|  | Pliosaurus     |
|  |                |
|  | Gallardosaurus |
|  |                |

|  | Brachauchenius    |
|  |                   |
|  | Kronosaurus       |
|  |                   |
|  | Megacephalosaurus |
|  |                   |

|  | Pliosaurus     |
|  |                |
|  | Gallardosaurus |
|  |                |

|  | Brachauchenius    |
|  |                   |
|  | Kronosaurus       |
|  |                   |
|  | Megacephalosaurus |
|  |                   |

|  | Pliosaurus     |
|  |                |
|  | Gallardosaurus |
|  |                |

|  | Brachauchenius    |
|  |                   |
|  | Kronosaurus       |
|  |                   |
|  | Megacephalosaurus |
|  |                   |

|  | Pliosaurus     |
|  |                |
|  | Gallardosaurus |
|  |                |

|  | Brachauchenius    |
|  |                   |
|  | Kronosaurus       |
|  |                   |
|  | Megacephalosaurus |
|  |                   |

|  | Pliosaurus     |
|  |                |
|  | Gallardosaurus |
|  |                |

|  | Brachauchenius    |
|  |                   |
|  | Kronosaurus       |
|  |                   |
|  | Megacephalosaurus |
|  |                   |

|  | Pliosaurus     |
|  |                |
|  | Gallardosaurus |
|  |                |

|  | Brachauchenius    |
|  |                   |
|  | Kronosaurus       |
|  |                   |
|  | Megacephalosaurus |
|  |                   |

|  | Pliosaurus     |
|  |                |
|  | Gallardosaurus |
|  |                |

|  | Brachauchenius    |
|  |                   |
|  | Kronosaurus       |
|  |                   |
|  | Megacephalosaurus |
|  |                   |

|  | Pliosaurus     |
|  |                |
|  | Gallardosaurus |
|  |                |

|  | Brachauchenius    |
|  |                   |
|  | Kronosaurus       |
|  |                   |
|  | Megacephalosaurus |
|  |                   |

|  | Pliosaurus     |
|  |                |
|  | Gallardosaurus |
|  |                |

|  | Brachauchenius    |
|  |                   |
|  | Kronosaurus       |
|  |                   |
|  | Megacephalosaurus |
|  |                   |

|  | Pliosaurus     |
|  |                |
|  | Gallardosaurus |
|  |                |

|  | Brachauchenius    |
|  |                   |
|  | Kronosaurus       |
|  |                   |
|  | Megacephalosaurus |
|  |                   |

|  | Pliosaurus     |
|  |                |
|  | Gallardosaurus |
|  |                |

|  | Brachauchenius    |
|  |                   |
|  | Kronosaurus       |
|  |                   |
|  | Megacephalosaurus |
|  |                   |

|  | Pliosaurus     |
|  |                |
|  | Gallardosaurus |
|  |                |

|  | Brachauchenius    |
|  |                   |
|  | Kronosaurus       |
|  |                   |
|  | Megacephalosaurus |
|  |                   |

|  | Pliosaurus     |
|  |                |
|  | Gallardosaurus |
|  |                |

|  | Brachauchenius    |
|  |                   |
|  | Kronosaurus       |
|  |                   |
|  | Megacephalosaurus |
|  |                   |

|  | Pliosaurus     |
|  |                |
|  | Gallardosaurus |
|  |                |

|  | Brachauchenius    |
|  |                   |
|  | Kronosaurus       |
|  |                   |
|  | Megacephalosaurus |
|  |                   |

|  | Pliosaurus     |
|  |                |
|  | Gallardosaurus |
|  |                |

|  | Brachauchenius    |
|  |                   |
|  | Kronosaurus       |
|  |                   |
|  | Megacephalosaurus |
|  |                   |

|  | Pliosaurus     |
|  |                |
|  | Gallardosaurus |
|  |                |

|  | Brachauchenius    |
|  |                   |
|  | Kronosaurus       |
|  |                   |
|  | Megacephalosaurus |
|  |                   |

|  | Pliosaurus     |
|  |                |
|  | Gallardosaurus |
|  |                |

|  | Brachauchenius    |
|  |                   |
|  | Kronosaurus       |
|  |                   |
|  | Megacephalosaurus |
|  |                   |

|  | Pliosaurus     |
|  |                |
|  | Gallardosaurus |
|  |                |

|  | Brachauchenius    |
|  |                   |
|  | Kronosaurus       |
|  |                   |
|  | Megacephalosaurus |
|  |                   |

|  | Pliosaurus     |
|  |                |
|  | Gallardosaurus |
|  |                |

|  | Brachauchenius    |
|  |                   |
|  | Kronosaurus       |
|  |                   |
|  | Megacephalosaurus |
|  |                   |

|  | Pliosaurus     |
|  |                |
|  | Gallardosaurus |
|  |                |

|  | Brachauchenius    |
|  |                   |
|  | Kronosaurus       |
|  |                   |
|  | Megacephalosaurus |
|  |                   |

|  | Pliosaurus     |
|  |                |
|  | Gallardosaurus |
|  |                |

|  | Brachauchenius    |
|  |                   |
|  | Kronosaurus       |
|  |                   |
|  | Megacephalosaurus |
|  |                   |

|  | Pliosaurus     |
|  |                |
|  | Gallardosaurus |
|  |                |

|  | Brachauchenius    |
|  |                   |
|  | Kronosaurus       |
|  |                   |
|  | Megacephalosaurus |
|  |                   |

|  | Pliosaurus     |
|  |                |
|  | Gallardosaurus |
|  |                |

|  | Brachauchenius    |
|  |                   |
|  | Kronosaurus       |
|  |                   |
|  | Megacephalosaurus |
|  |                   |

|  | Pliosaurus     |
|  |                |
|  | Gallardosaurus |
|  |                |

|  | Brachauchenius    |
|  |                   |
|  | Kronosaurus       |
|  |                   |
|  | Megacephalosaurus |
|  |                   |

|  | Pliosaurus     |
|  |                |
|  | Gallardosaurus |
|  |                |

|  | Brachauchenius    |
|  |                   |
|  | Kronosaurus       |
|  |                   |
|  | Megacephalosaurus |
|  |                   |

|  | Pliosaurus     |
|  |                |
|  | Gallardosaurus |
|  |                |

|  | Brachauchenius    |
|  |                   |
|  | Kronosaurus       |
|  |                   |
|  | Megacephalosaurus |
|  |                   |

|  | Pliosaurus     |
|  |                |
|  | Gallardosaurus |
|  |                |

|  | Brachauchenius    |
|  |                   |
|  | Kronosaurus       |
|  |                   |
|  | Megacephalosaurus |
|  |                   |

|  | Pliosaurus     |
|  |                |
|  | Gallardosaurus |
|  |                |

|  | Brachauchenius    |
|  |                   |
|  | Kronosaurus       |
|  |                   |
|  | Megacephalosaurus |
|  |                   |

|  | Pliosaurus     |
|  |                |
|  | Gallardosaurus |
|  |                |

|  | Brachauchenius    |
|  |                   |
|  | Kronosaurus       |
|  |                   |
|  | Megacephalosaurus |
|  |                   |

|  | Pliosaurus     |
|  |                |
|  | Gallardosaurus |
|  |                |

|  | Brachauchenius    |
|  |                   |
|  | Kronosaurus       |
|  |                   |
|  | Megacephalosaurus |
|  |                   |

|  | Pliosaurus     |
|  |                |
|  | Gallardosaurus |
|  |                |

|  | Brachauchenius    |
|  |                   |
|  | Kronosaurus       |
|  |                   |
|  | Megacephalosaurus |
|  |                   |

|  | Pliosaurus     |
|  |                |
|  | Gallardosaurus |
|  |                |

|  | Brachauchenius    |
|  |                   |
|  | Kronosaurus       |
|  |                   |
|  | Megacephalosaurus |
|  |                   |

|  | Pliosaurus     |
|  |                |
|  | Gallardosaurus |
|  |                |

|  | Brachauchenius    |
|  |                   |
|  | Kronosaurus       |
|  |                   |
|  | Megacephalosaurus |
|  |                   |

|  | Pliosaurus     |
|  |                |
|  | Gallardosaurus |
|  |                |

|  | Brachauchenius    |
|  |                   |
|  | Kronosaurus       |
|  |                   |
|  | Megacephalosaurus |
|  |                   |

|  | Pliosaurus     |
|  |                |
|  | Gallardosaurus |
|  |                |

|  | Brachauchenius    |
|  |                   |
|  | Kronosaurus       |
|  |                   |
|  | Megacephalosaurus |
|  |                   |

|  | Pliosaurus     |
|  |                |
|  | Gallardosaurus |
|  |                |

|  | Brachauchenius    |
|  |                   |
|  | Kronosaurus       |
|  |                   |
|  | Megacephalosaurus |
|  |                   |

|  | Pliosaurus     |
|  |                |
|  | Gallardosaurus |
|  |                |

|  | Brachauchenius    |
|  |                   |
|  | Kronosaurus       |
|  |                   |
|  | Megacephalosaurus |
|  |                   |

|  | Pliosaurus     |
|  |                |
|  | Gallardosaurus |
|  |                |

|  | Brachauchenius    |
|  |                   |
|  | Kronosaurus       |
|  |                   |
|  | Megacephalosaurus |
|  |                   |

|  | Pliosaurus     |
|  |                |
|  | Gallardosaurus |
|  |                |

|  | Brachauchenius    |
|  |                   |
|  | Kronosaurus       |
|  |                   |
|  | Megacephalosaurus |
|  |                   |

|  | Pliosaurus     |
|  |                |
|  | Gallardosaurus |
|  |                |

|  | Brachauchenius    |
|  |                   |
|  | Kronosaurus       |
|  |                   |
|  | Megacephalosaurus |
|  |                   |

|  | Pliosaurus     |
|  |                |
|  | Gallardosaurus |
|  |                |

|  | Brachauchenius    |
|  |                   |
|  | Kronosaurus       |
|  |                   |
|  | Megacephalosaurus |
|  |                   |

|  | Pliosaurus     |
|  |                |
|  | Gallardosaurus |
|  |                |

|  | Brachauchenius    |
|  |                   |
|  | Kronosaurus       |
|  |                   |
|  | Megacephalosaurus |
|  |                   |

|  | Pliosaurus     |
|  |                |
|  | Gallardosaurus |
|  |                |

|  | Brachauchenius    |
|  |                   |
|  | Kronosaurus       |
|  |                   |
|  | Megacephalosaurus |
|  |                   |

|  | Pliosaurus     |
|  |                |
|  | Gallardosaurus |
|  |                |

|  | Brachauchenius    |
|  |                   |
|  | Kronosaurus       |
|  |                   |
|  | Megacephalosaurus |
|  |                   |

|  | Pliosaurus     |
|  |                |
|  | Gallardosaurus |
|  |                |

|  | Brachauchenius    |
|  |                   |
|  | Kronosaurus       |
|  |                   |
|  | Megacephalosaurus |
|  |                   |

|  | Pliosaurus     |
|  |                |
|  | Gallardosaurus |
|  |                |

|  | Brachauchenius    |
|  |                   |
|  | Kronosaurus       |
|  |                   |
|  | Megacephalosaurus |
|  |                   |

|  | Pliosaurus     |
|  |                |
|  | Gallardosaurus |
|  |                |

|  | Brachauchenius    |
|  |                   |
|  | Kronosaurus       |
|  |                   |
|  | Megacephalosaurus |
|  |                   |

|  | Pliosaurus     |
|  |                |
|  | Gallardosaurus |
|  |                |

|  | Brachauchenius    |
|  |                   |
|  | Kronosaurus       |
|  |                   |
|  | Megacephalosaurus |
|  |                   |

|  | Pliosaurus     |
|  |                |
|  | Gallardosaurus |
|  |                |

|  | Brachauchenius    |
|  |                   |
|  | Kronosaurus       |
|  |                   |
|  | Megacephalosaurus |
|  |                   |

|  | Pliosaurus     |
|  |                |
|  | Gallardosaurus |
|  |                |

|  | Brachauchenius    |
|  |                   |
|  | Kronosaurus       |
|  |                   |
|  | Megacephalosaurus |
|  |                   |

|  | Pliosaurus     |
|  |                |
|  | Gallardosaurus |
|  |                |

|  | Brachauchenius    |
|  |                   |
|  | Kronosaurus       |
|  |                   |
|  | Megacephalosaurus |
|  |                   |

|  | Pliosaurus     |
|  |                |
|  | Gallardosaurus |
|  |                |

|  | Brachauchenius    |
|  |                   |
|  | Kronosaurus       |
|  |                   |
|  | Megacephalosaurus |
|  |                   |

|  | Pliosaurus     |
|  |                |
|  | Gallardosaurus |
|  |                |

|  | Brachauchenius    |
|  |                   |
|  | Kronosaurus       |
|  |                   |
|  | Megacephalosaurus |
|  |                   |

|  | Pliosaurus     |
|  |                |
|  | Gallardosaurus |
|  |                |

|  | Brachauchenius    |
|  |                   |
|  | Kronosaurus       |
|  |                   |
|  | Megacephalosaurus |
|  |                   |

|  | Pliosaurus     |
|  |                |
|  | Gallardosaurus |
|  |                |

|  | Brachauchenius    |
|  |                   |
|  | Kronosaurus       |
|  |                   |
|  | Megacephalosaurus |
|  |                   |

|  | Pliosaurus     |
|  |                |
|  | Gallardosaurus |
|  |                |

|  | Brachauchenius    |
|  |                   |
|  | Kronosaurus       |
|  |                   |
|  | Megacephalosaurus |
|  |                   |

|  | Pliosaurus     |
|  |                |
|  | Gallardosaurus |
|  |                |

|  | Brachauchenius    |
|  |                   |
|  | Kronosaurus       |
|  |                   |
|  | Megacephalosaurus |
|  |                   |

|  | Pliosaurus     |
|  |                |
|  | Gallardosaurus |
|  |                |

|  | Brachauchenius    |
|  |                   |
|  | Kronosaurus       |
|  |                   |
|  | Megacephalosaurus |
|  |                   |

|  | Pliosaurus     |
|  |                |
|  | Gallardosaurus |
|  |                |

|  | Brachauchenius    |
|  |                   |
|  | Kronosaurus       |
|  |                   |
|  | Megacephalosaurus |
|  |                   |

|  | Pliosaurus     |
|  |                |
|  | Gallardosaurus |
|  |                |

|  | Brachauchenius    |
|  |                   |
|  | Kronosaurus       |
|  |                   |
|  | Megacephalosaurus |
|  |                   |

|  | Pliosaurus     |
|  |                |
|  | Gallardosaurus |
|  |                |

|  | Brachauchenius    |
|  |                   |
|  | Kronosaurus       |
|  |                   |
|  | Megacephalosaurus |
|  |                   |

|  | Pliosaurus     |
|  |                |
|  | Gallardosaurus |
|  |                |

|  | Brachauchenius    |
|  |                   |
|  | Kronosaurus       |
|  |                   |
|  | Megacephalosaurus |
|  |                   |

|  | Pliosaurus     |
|  |                |
|  | Gallardosaurus |
|  |                |

|  | Brachauchenius    |
|  |                   |
|  | Kronosaurus       |
|  |                   |
|  | Megacephalosaurus |
|  |                   |

|  | Pliosaurus     |
|  |                |
|  | Gallardosaurus |
|  |                |

|  | Brachauchenius    |
|  |                   |
|  | Kronosaurus       |
|  |                   |
|  | Megacephalosaurus |
|  |                   |

|  | Pliosaurus     |
|  |                |
|  | Gallardosaurus |
|  |                |

|  | Brachauchenius    |
|  |                   |
|  | Kronosaurus       |
|  |                   |
|  | Megacephalosaurus |
|  |                   |

|  | Pliosaurus     |
|  |                |
|  | Gallardosaurus |
|  |                |

|  | Brachauchenius    |
|  |                   |
|  | Kronosaurus       |
|  |                   |
|  | Megacephalosaurus |
|  |                   |

|  | Pliosaurus     |
|  |                |
|  | Gallardosaurus |
|  |                |

|  | Brachauchenius    |
|  |                   |
|  | Kronosaurus       |
|  |                   |
|  | Megacephalosaurus |
|  |                   |

|  | Pliosaurus     |
|  |                |
|  | Gallardosaurus |
|  |                |

|  | Brachauchenius    |
|  |                   |
|  | Kronosaurus       |
|  |                   |
|  | Megacephalosaurus |
|  |                   |

|  | Pliosaurus     |
|  |                |
|  | Gallardosaurus |
|  |                |

|  | Brachauchenius    |
|  |                   |
|  | Kronosaurus       |
|  |                   |
|  | Megacephalosaurus |
|  |                   |

|  | Pliosaurus     |
|  |                |
|  | Gallardosaurus |
|  |                |

|  | Brachauchenius    |
|  |                   |
|  | Kronosaurus       |
|  |                   |
|  | Megacephalosaurus |
|  |                   |

|  | Pliosaurus     |
|  |                |
|  | Gallardosaurus |
|  |                |

|  | Brachauchenius    |
|  |                   |
|  | Kronosaurus       |
|  |                   |
|  | Megacephalosaurus |
|  |                   |

|  | Pliosaurus     |
|  |                |
|  | Gallardosaurus |
|  |                |

|  | Brachauchenius    |
|  |                   |
|  | Kronosaurus       |
|  |                   |
|  | Megacephalosaurus |
|  |                   |

|  | Pliosaurus     |
|  |                |
|  | Gallardosaurus |
|  |                |

|  | Brachauchenius    |
|  |                   |
|  | Kronosaurus       |
|  |                   |
|  | Megacephalosaurus |
|  |                   |

|  | Pliosaurus     |
|  |                |
|  | Gallardosaurus |
|  |                |

|  | Brachauchenius    |
|  |                   |
|  | Kronosaurus       |
|  |                   |
|  | Megacephalosaurus |
|  |                   |

|  | Pliosaurus     |
|  |                |
|  | Gallardosaurus |
|  |                |

|  | Brachauchenius    |
|  |                   |
|  | Kronosaurus       |
|  |                   |
|  | Megacephalosaurus |
|  |                   |

|  | Pliosaurus     |
|  |                |
|  | Gallardosaurus |
|  |                |

|  | Brachauchenius    |
|  |                   |
|  | Kronosaurus       |
|  |                   |
|  | Megacephalosaurus |
|  |                   |

|  | Pliosaurus     |
|  |                |
|  | Gallardosaurus |
|  |                |

|  | Brachauchenius    |
|  |                   |
|  | Kronosaurus       |
|  |                   |
|  | Megacephalosaurus |
|  |                   |

|  | Pliosaurus     |
|  |                |
|  | Gallardosaurus |
|  |                |

|  | Brachauchenius    |
|  |                   |
|  | Kronosaurus       |
|  |                   |
|  | Megacephalosaurus |
|  |                   |

|  | Pliosaurus     |
|  |                |
|  | Gallardosaurus |
|  |                |

|  | Brachauchenius    |
|  |                   |
|  | Kronosaurus       |
|  |                   |
|  | Megacephalosaurus |
|  |                   |

|  | Pliosaurus     |
|  |                |
|  | Gallardosaurus |
|  |                |

|  | Brachauchenius    |
|  |                   |
|  | Kronosaurus       |
|  |                   |
|  | Megacephalosaurus |
|  |                   |

|  | Pliosaurus     |
|  |                |
|  | Gallardosaurus |
|  |                |

|  | Brachauchenius    |
|  |                   |
|  | Kronosaurus       |
|  |                   |
|  | Megacephalosaurus |
|  |                   |

|  | Pliosaurus     |
|  |                |
|  | Gallardosaurus |
|  |                |

|  | Brachauchenius    |
|  |                   |
|  | Kronosaurus       |
|  |                   |
|  | Megacephalosaurus |
|  |                   |

|  | Pliosaurus     |
|  |                |
|  | Gallardosaurus |
|  |                |

|  | Brachauchenius    |
|  |                   |
|  | Kronosaurus       |
|  |                   |
|  | Megacephalosaurus |
|  |                   |

|  | Pliosaurus     |
|  |                |
|  | Gallardosaurus |
|  |                |

|  | Brachauchenius    |
|  |                   |
|  | Kronosaurus       |
|  |                   |
|  | Megacephalosaurus |
|  |                   |

|  | Pliosaurus     |
|  |                |
|  | Gallardosaurus |
|  |                |

|  | Brachauchenius    |
|  |                   |
|  | Kronosaurus       |
|  |                   |
|  | Megacephalosaurus |
|  |                   |

|  | Pliosaurus     |
|  |                |
|  | Gallardosaurus |
|  |                |

|  | Brachauchenius    |
|  |                   |
|  | Kronosaurus       |
|  |                   |
|  | Megacephalosaurus |
|  |                   |

|  | Pliosaurus     |
|  |                |
|  | Gallardosaurus |
|  |                |

|  | Brachauchenius    |
|  |                   |
|  | Kronosaurus       |
|  |                   |
|  | Megacephalosaurus |
|  |                   |

|  | Pliosaurus     |
|  |                |
|  | Gallardosaurus |
|  |                |

|  | Brachauchenius    |
|  |                   |
|  | Kronosaurus       |
|  |                   |
|  | Megacephalosaurus |
|  |                   |

|  | Pliosaurus     |
|  |                |
|  | Gallardosaurus |
|  |                |

|  | Brachauchenius    |
|  |                   |
|  | Kronosaurus       |
|  |                   |
|  | Megacephalosaurus |
|  |                   |

|  | Pliosaurus     |
|  |                |
|  | Gallardosaurus |
|  |                |

|  | Brachauchenius    |
|  |                   |
|  | Kronosaurus       |
|  |                   |
|  | Megacephalosaurus |
|  |                   |

|  | Pliosaurus     |
|  |                |
|  | Gallardosaurus |
|  |                |

|  | Brachauchenius    |
|  |                   |
|  | Kronosaurus       |
|  |                   |
|  | Megacephalosaurus |
|  |                   |

|  | Pliosaurus     |
|  |                |
|  | Gallardosaurus |
|  |                |

|  | Brachauchenius    |
|  |                   |
|  | Kronosaurus       |
|  |                   |
|  | Megacephalosaurus |
|  |                   |

|  | Pliosaurus     |
|  |                |
|  | Gallardosaurus |
|  |                |

|  | Brachauchenius    |
|  |                   |
|  | Kronosaurus       |
|  |                   |
|  | Megacephalosaurus |
|  |                   |

|  | Pliosaurus     |
|  |                |
|  | Gallardosaurus |
|  |                |

|  | Brachauchenius    |
|  |                   |
|  | Kronosaurus       |
|  |                   |
|  | Megacephalosaurus |
|  |                   |

|  | Pliosaurus     |
|  |                |
|  | Gallardosaurus |
|  |                |

|  | Brachauchenius    |
|  |                   |
|  | Kronosaurus       |
|  |                   |
|  | Megacephalosaurus |
|  |                   |

|  | Pliosaurus     |
|  |                |
|  | Gallardosaurus |
|  |                |

|  | Brachauchenius    |
|  |                   |
|  | Kronosaurus       |
|  |                   |
|  | Megacephalosaurus |
|  |                   |

|  | Pliosaurus     |
|  |                |
|  | Gallardosaurus |
|  |                |

|  | Brachauchenius    |
|  |                   |
|  | Kronosaurus       |
|  |                   |
|  | Megacephalosaurus |
|  |                   |

|  | Pliosaurus     |
|  |                |
|  | Gallardosaurus |
|  |                |

|  | Brachauchenius    |
|  |                   |
|  | Kronosaurus       |
|  |                   |
|  | Megacephalosaurus |
|  |                   |

|  | Pliosaurus     |
|  |                |
|  | Gallardosaurus |
|  |                |

|  | Brachauchenius    |
|  |                   |
|  | Kronosaurus       |
|  |                   |
|  | Megacephalosaurus |
|  |                   |

|  | Pliosaurus     |
|  |                |
|  | Gallardosaurus |
|  |                |

|  | Brachauchenius    |
|  |                   |
|  | Kronosaurus       |
|  |                   |
|  | Megacephalosaurus |
|  |                   |

|  | Pliosaurus     |
|  |                |
|  | Gallardosaurus |
|  |                |

|  | Brachauchenius    |
|  |                   |
|  | Kronosaurus       |
|  |                   |
|  | Megacephalosaurus |
|  |                   |

|  | Pliosaurus     |
|  |                |
|  | Gallardosaurus |
|  |                |

|  | Brachauchenius    |
|  |                   |
|  | Kronosaurus       |
|  |                   |
|  | Megacephalosaurus |
|  |                   |

|  | Pliosaurus     |
|  |                |
|  | Gallardosaurus |
|  |                |

|  | Brachauchenius    |
|  |                   |
|  | Kronosaurus       |
|  |                   |
|  | Megacephalosaurus |
|  |                   |

|  | Pliosaurus     |
|  |                |
|  | Gallardosaurus |
|  |                |

|  | Brachauchenius    |
|  |                   |
|  | Kronosaurus       |
|  |                   |
|  | Megacephalosaurus |
|  |                   |

|  | Pliosaurus     |
|  |                |
|  | Gallardosaurus |
|  |                |

|  | Brachauchenius    |
|  |                   |
|  | Kronosaurus       |
|  |                   |
|  | Megacephalosaurus |
|  |                   |

|  | Pliosaurus     |
|  |                |
|  | Gallardosaurus |
|  |                |

|  | Brachauchenius    |
|  |                   |
|  | Kronosaurus       |
|  |                   |
|  | Megacephalosaurus |
|  |                   |

|  | Pliosaurus     |
|  |                |
|  | Gallardosaurus |
|  |                |

|  | Brachauchenius    |
|  |                   |
|  | Kronosaurus       |
|  |                   |
|  | Megacephalosaurus |
|  |                   |

|  | Pliosaurus     |
|  |                |
|  | Gallardosaurus |
|  |                |

|  | Brachauchenius    |
|  |                   |
|  | Kronosaurus       |
|  |                   |
|  | Megacephalosaurus |
|  |                   |

|  | Pliosaurus     |
|  |                |
|  | Gallardosaurus |
|  |                |

|  | Brachauchenius    |
|  |                   |
|  | Kronosaurus       |
|  |                   |
|  | Megacephalosaurus |
|  |                   |

|  | Pliosaurus     |
|  |                |
|  | Gallardosaurus |
|  |                |

|  | Brachauchenius    |
|  |                   |
|  | Kronosaurus       |
|  |                   |
|  | Megacephalosaurus |
|  |                   |

|  | Pliosaurus     |
|  |                |
|  | Gallardosaurus |
|  |                |

|  | Brachauchenius    |
|  |                   |
|  | Kronosaurus       |
|  |                   |
|  | Megacephalosaurus |
|  |                   |

|  | Pliosaurus     |
|  |                |
|  | Gallardosaurus |
|  |                |

|  | Brachauchenius    |
|  |                   |
|  | Kronosaurus       |
|  |                   |
|  | Megacephalosaurus |
|  |                   |

|  | Pliosaurus     |
|  |                |
|  | Gallardosaurus |
|  |                |

|  | Brachauchenius    |
|  |                   |
|  | Kronosaurus       |
|  |                   |
|  | Megacephalosaurus |
|  |                   |

|  | Pliosaurus     |
|  |                |
|  | Gallardosaurus |
|  |                |

|  | Brachauchenius    |
|  |                   |
|  | Kronosaurus       |
|  |                   |
|  | Megacephalosaurus |
|  |                   |

|  | Pliosaurus     |
|  |                |
|  | Gallardosaurus |
|  |                |

|  | Brachauchenius    |
|  |                   |
|  | Kronosaurus       |
|  |                   |
|  | Megacephalosaurus |
|  |                   |

|  | Pliosaurus     |
|  |                |
|  | Gallardosaurus |
|  |                |

|  | Brachauchenius    |
|  |                   |
|  | Kronosaurus       |
|  |                   |
|  | Megacephalosaurus |
|  |                   |

|  | Pliosaurus     |
|  |                |
|  | Gallardosaurus |
|  |                |

|  | Brachauchenius    |
|  |                   |
|  | Kronosaurus       |
|  |                   |
|  | Megacephalosaurus |
|  |                   |

|  | Pliosaurus     |
|  |                |
|  | Gallardosaurus |
|  |                |

|  | Brachauchenius    |
|  |                   |
|  | Kronosaurus       |
|  |                   |
|  | Megacephalosaurus |
|  |                   |

|  | Pliosaurus     |
|  |                |
|  | Gallardosaurus |
|  |                |

|  | Brachauchenius    |
|  |                   |
|  | Kronosaurus       |
|  |                   |
|  | Megacephalosaurus |
|  |                   |

|  | Pliosaurus     |
|  |                |
|  | Gallardosaurus |
|  |                |

|  | Brachauchenius    |
|  |                   |
|  | Kronosaurus       |
|  |                   |
|  | Megacephalosaurus |
|  |                   |

|  | Pliosaurus     |
|  |                |
|  | Gallardosaurus |
|  |                |

|  | Brachauchenius    |
|  |                   |
|  | Kronosaurus       |
|  |                   |
|  | Megacephalosaurus |
|  |                   |

|  | Pliosaurus     |
|  |                |
|  | Gallardosaurus |
|  |                |

|  | Brachauchenius    |
|  |                   |
|  | Kronosaurus       |
|  |                   |
|  | Megacephalosaurus |
|  |                   |

|  | Pliosaurus     |
|  |                |
|  | Gallardosaurus |
|  |                |

|  | Brachauchenius    |
|  |                   |
|  | Kronosaurus       |
|  |                   |
|  | Megacephalosaurus |
|  |                   |

|  | Pliosaurus     |
|  |                |
|  | Gallardosaurus |
|  |                |

|  | Brachauchenius    |
|  |                   |
|  | Kronosaurus       |
|  |                   |
|  | Megacephalosaurus |
|  |                   |

|  | Pliosaurus     |
|  |                |
|  | Gallardosaurus |
|  |                |

|  | Brachauchenius    |
|  |                   |
|  | Kronosaurus       |
|  |                   |
|  | Megacephalosaurus |
|  |                   |

|  | Pliosaurus     |
|  |                |
|  | Gallardosaurus |
|  |                |

|  | Brachauchenius    |
|  |                   |
|  | Kronosaurus       |
|  |                   |
|  | Megacephalosaurus |
|  |                   |

|  | Pliosaurus     |
|  |                |
|  | Gallardosaurus |
|  |                |

|  | Brachauchenius    |
|  |                   |
|  | Kronosaurus       |
|  |                   |
|  | Megacephalosaurus |
|  |                   |

|  | Pliosaurus     |
|  |                |
|  | Gallardosaurus |
|  |                |

|  | Brachauchenius    |
|  |                   |
|  | Kronosaurus       |
|  |                   |
|  | Megacephalosaurus |
|  |                   |

|  | Pliosaurus     |
|  |                |
|  | Gallardosaurus |
|  |                |

|  | Brachauchenius    |
|  |                   |
|  | Kronosaurus       |
|  |                   |
|  | Megacephalosaurus |
|  |                   |

|  | Pliosaurus     |
|  |                |
|  | Gallardosaurus |
|  |                |

|  | Brachauchenius    |
|  |                   |
|  | Kronosaurus       |
|  |                   |
|  | Megacephalosaurus |
|  |                   |

|  | Pliosaurus     |
|  |                |
|  | Gallardosaurus |
|  |                |

|  | Brachauchenius    |
|  |                   |
|  | Kronosaurus       |
|  |                   |
|  | Megacephalosaurus |
|  |                   |

|  | Pliosaurus     |
|  |                |
|  | Gallardosaurus |
|  |                |

|  | Brachauchenius    |
|  |                   |
|  | Kronosaurus       |
|  |                   |
|  | Megacephalosaurus |
|  |                   |

|  | Pliosaurus     |
|  |                |
|  | Gallardosaurus |
|  |                |

|  | Brachauchenius    |
|  |                   |
|  | Kronosaurus       |
|  |                   |
|  | Megacephalosaurus |
|  |                   |

|  | Pliosaurus     |
|  |                |
|  | Gallardosaurus |
|  |                |

|  | Brachauchenius    |
|  |                   |
|  | Kronosaurus       |
|  |                   |
|  | Megacephalosaurus |
|  |                   |

|  | Pliosaurus     |
|  |                |
|  | Gallardosaurus |
|  |                |

|  | Brachauchenius    |
|  |                   |
|  | Kronosaurus       |
|  |                   |
|  | Megacephalosaurus |
|  |                   |

|  | Pliosaurus     |
|  |                |
|  | Gallardosaurus |
|  |                |

|  | Brachauchenius    |
|  |                   |
|  | Kronosaurus       |
|  |                   |
|  | Megacephalosaurus |
|  |                   |

|  | Pliosaurus     |
|  |                |
|  | Gallardosaurus |
|  |                |

|  | Brachauchenius    |
|  |                   |
|  | Kronosaurus       |
|  |                   |
|  | Megacephalosaurus |
|  |                   |

|  | Pliosaurus     |
|  |                |
|  | Gallardosaurus |
|  |                |

|  | Brachauchenius    |
|  |                   |
|  | Kronosaurus       |
|  |                   |
|  | Megacephalosaurus |
|  |                   |

|  | Pliosaurus     |
|  |                |
|  | Gallardosaurus |
|  |                |

|  | Brachauchenius    |
|  |                   |
|  | Kronosaurus       |
|  |                   |
|  | Megacephalosaurus |
|  |                   |

|  | Pliosaurus     |
|  |                |
|  | Gallardosaurus |
|  |                |

|  | Brachauchenius    |
|  |                   |
|  | Kronosaurus       |
|  |                   |
|  | Megacephalosaurus |
|  |                   |

|  | Pliosaurus     |
|  |                |
|  | Gallardosaurus |
|  |                |

|  | Brachauchenius    |
|  |                   |
|  | Kronosaurus       |
|  |                   |
|  | Megacephalosaurus |
|  |                   |

|  | Pliosaurus     |
|  |                |
|  | Gallardosaurus |
|  |                |

|  | Brachauchenius    |
|  |                   |
|  | Kronosaurus       |
|  |                   |
|  | Megacephalosaurus |
|  |                   |

|  | Pliosaurus     |
|  |                |
|  | Gallardosaurus |
|  |                |

|  | Brachauchenius    |
|  |                   |
|  | Kronosaurus       |
|  |                   |
|  | Megacephalosaurus |
|  |                   |

|  | Pliosaurus     |
|  |                |
|  | Gallardosaurus |
|  |                |

|  | Brachauchenius    |
|  |                   |
|  | Kronosaurus       |
|  |                   |
|  | Megacephalosaurus |
|  |                   |

|  | Pliosaurus     |
|  |                |
|  | Gallardosaurus |
|  |                |

|  | Brachauchenius    |
|  |                   |
|  | Kronosaurus       |
|  |                   |
|  | Megacephalosaurus |
|  |                   |

|  | Pliosaurus     |
|  |                |
|  | Gallardosaurus |
|  |                |

|  | Brachauchenius    |
|  |                   |
|  | Kronosaurus       |
|  |                   |
|  | Megacephalosaurus |
|  |                   |

|  | Pliosaurus     |
|  |                |
|  | Gallardosaurus |
|  |                |

|  | Brachauchenius    |
|  |                   |
|  | Kronosaurus       |
|  |                   |
|  | Megacephalosaurus |
|  |                   |

|  | Pliosaurus     |
|  |                |
|  | Gallardosaurus |
|  |                |

|  | Brachauchenius    |
|  |                   |
|  | Kronosaurus       |
|  |                   |
|  | Megacephalosaurus |
|  |                   |

|  | Pliosaurus     |
|  |                |
|  | Gallardosaurus |
|  |                |

|  | Brachauchenius    |
|  |                   |
|  | Kronosaurus       |
|  |                   |
|  | Megacephalosaurus |
|  |                   |

|  | Pliosaurus     |
|  |                |
|  | Gallardosaurus |
|  |                |

|  | Brachauchenius    |
|  |                   |
|  | Kronosaurus       |
|  |                   |
|  | Megacephalosaurus |
|  |                   |

|  | Pliosaurus     |
|  |                |
|  | Gallardosaurus |
|  |                |

|  | Brachauchenius    |
|  |                   |
|  | Kronosaurus       |
|  |                   |
|  | Megacephalosaurus |
|  |                   |

|  | Pliosaurus     |
|  |                |
|  | Gallardosaurus |
|  |                |

|  | Brachauchenius    |
|  |                   |
|  | Kronosaurus       |
|  |                   |
|  | Megacephalosaurus |
|  |                   |

|  | Pliosaurus     |
|  |                |
|  | Gallardosaurus |
|  |                |

|  | Brachauchenius    |
|  |                   |
|  | Kronosaurus       |
|  |                   |
|  | Megacephalosaurus |
|  |                   |

|  | Pliosaurus     |
|  |                |
|  | Gallardosaurus |
|  |                |

|  | Brachauchenius    |
|  |                   |
|  | Kronosaurus       |
|  |                   |
|  | Megacephalosaurus |
|  |                   |

|  | Pliosaurus     |
|  |                |
|  | Gallardosaurus |
|  |                |

|  | Brachauchenius    |
|  |                   |
|  | Kronosaurus       |
|  |                   |
|  | Megacephalosaurus |
|  |                   |

|  | Pliosaurus     |
|  |                |
|  | Gallardosaurus |
|  |                |

|  | Brachauchenius    |
|  |                   |
|  | Kronosaurus       |
|  |                   |
|  | Megacephalosaurus |
|  |                   |

|  | Pliosaurus     |
|  |                |
|  | Gallardosaurus |
|  |                |

|  | Brachauchenius    |
|  |                   |
|  | Kronosaurus       |
|  |                   |
|  | Megacephalosaurus |
|  |                   |

|  | Pliosaurus     |
|  |                |
|  | Gallardosaurus |
|  |                |

|  | Brachauchenius    |
|  |                   |
|  | Kronosaurus       |
|  |                   |
|  | Megacephalosaurus |
|  |                   |

|  | Pliosaurus     |
|  |                |
|  | Gallardosaurus |
|  |                |

|  | Brachauchenius    |
|  |                   |
|  | Kronosaurus       |
|  |                   |
|  | Megacephalosaurus |
|  |                   |

|  | Pliosaurus     |
|  |                |
|  | Gallardosaurus |
|  |                |

|  | Brachauchenius    |
|  |                   |
|  | Kronosaurus       |
|  |                   |
|  | Megacephalosaurus |
|  |                   |

|  | Pliosaurus     |
|  |                |
|  | Gallardosaurus |
|  |                |

|  | Brachauchenius    |
|  |                   |
|  | Kronosaurus       |
|  |                   |
|  | Megacephalosaurus |
|  |                   |

|  | Pliosaurus     |
|  |                |
|  | Gallardosaurus |
|  |                |

|  | Brachauchenius    |
|  |                   |
|  | Kronosaurus       |
|  |                   |
|  | Megacephalosaurus |
|  |                   |

|  | Pliosaurus     |
|  |                |
|  | Gallardosaurus |
|  |                |

|  | Brachauchenius    |
|  |                   |
|  | Kronosaurus       |
|  |                   |
|  | Megacephalosaurus |
|  |                   |

|  | Pliosaurus     |
|  |                |
|  | Gallardosaurus |
|  |                |

|  | Brachauchenius    |
|  |                   |
|  | Kronosaurus       |
|  |                   |
|  | Megacephalosaurus |
|  |                   |

|  | Pliosaurus     |
|  |                |
|  | Gallardosaurus |
|  |                |

|  | Brachauchenius    |
|  |                   |
|  | Kronosaurus       |
|  |                   |
|  | Megacephalosaurus |
|  |                   |

|  | Pliosaurus     |
|  |                |
|  | Gallardosaurus |
|  |                |

|  | Brachauchenius    |
|  |                   |
|  | Kronosaurus       |
|  |                   |
|  | Megacephalosaurus |
|  |                   |

|  | Pliosaurus     |
|  |                |
|  | Gallardosaurus |
|  |                |

|  | Brachauchenius    |
|  |                   |
|  | Kronosaurus       |
|  |                   |
|  | Megacephalosaurus |
|  |                   |

|  | Pliosaurus     |
|  |                |
|  | Gallardosaurus |
|  |                |

|  | Brachauchenius    |
|  |                   |
|  | Kronosaurus       |
|  |                   |
|  | Megacephalosaurus |
|  |                   |

|  | Pliosaurus     |
|  |                |
|  | Gallardosaurus |
|  |                |

|  | Brachauchenius    |
|  |                   |
|  | Kronosaurus       |
|  |                   |
|  | Megacephalosaurus |
|  |                   |

|  | Pliosaurus     |
|  |                |
|  | Gallardosaurus |
|  |                |

|  | Brachauchenius    |
|  |                   |
|  | Kronosaurus       |
|  |                   |
|  | Megacephalosaurus |
|  |                   |

|  | Pliosaurus     |
|  |                |
|  | Gallardosaurus |
|  |                |

|  | Brachauchenius    |
|  |                   |
|  | Kronosaurus       |
|  |                   |
|  | Megacephalosaurus |
|  |                   |

|  | Pliosaurus     |
|  |                |
|  | Gallardosaurus |
|  |                |

|  | Brachauchenius    |
|  |                   |
|  | Kronosaurus       |
|  |                   |
|  | Megacephalosaurus |
|  |                   |

|  | Pliosaurus     |
|  |                |
|  | Gallardosaurus |
|  |                |

|  | Brachauchenius    |
|  |                   |
|  | Kronosaurus       |
|  |                   |
|  | Megacephalosaurus |
|  |                   |

|  | Pliosaurus     |
|  |                |
|  | Gallardosaurus |
|  |                |

|  | Brachauchenius    |
|  |                   |
|  | Kronosaurus       |
|  |                   |
|  | Megacephalosaurus |
|  |                   |

|  | Pliosaurus     |
|  |                |
|  | Gallardosaurus |
|  |                |

|  | Brachauchenius    |
|  |                   |
|  | Kronosaurus       |
|  |                   |
|  | Megacephalosaurus |
|  |                   |

|  | Pliosaurus     |
|  |                |
|  | Gallardosaurus |
|  |                |

|  | Brachauchenius    |
|  |                   |
|  | Kronosaurus       |
|  |                   |
|  | Megacephalosaurus |
|  |                   |

|  | Pliosaurus     |
|  |                |
|  | Gallardosaurus |
|  |                |

|  | Brachauchenius    |
|  |                   |
|  | Kronosaurus       |
|  |                   |
|  | Megacephalosaurus |
|  |                   |

|  | Pliosaurus     |
|  |                |
|  | Gallardosaurus |
|  |                |

|  | Brachauchenius    |
|  |                   |
|  | Kronosaurus       |
|  |                   |
|  | Megacephalosaurus |
|  |                   |

|  | Pliosaurus     |
|  |                |
|  | Gallardosaurus |
|  |                |

|  | Brachauchenius    |
|  |                   |
|  | Kronosaurus       |
|  |                   |
|  | Megacephalosaurus |
|  |                   |

|  | Pliosaurus     |
|  |                |
|  | Gallardosaurus |
|  |                |

|  | Brachauchenius    |
|  |                   |
|  | Kronosaurus       |
|  |                   |
|  | Megacephalosaurus |
|  |                   |

|  | Pliosaurus     |
|  |                |
|  | Gallardosaurus |
|  |                |

|  | Brachauchenius    |
|  |                   |
|  | Kronosaurus       |
|  |                   |
|  | Megacephalosaurus |
|  |                   |

|  | Pliosaurus     |
|  |                |
|  | Gallardosaurus |
|  |                |

|  | Brachauchenius    |
|  |                   |
|  | Kronosaurus       |
|  |                   |
|  | Megacephalosaurus |
|  |                   |

|  | Pliosaurus     |
|  |                |
|  | Gallardosaurus |
|  |                |

|  | Brachauchenius    |
|  |                   |
|  | Kronosaurus       |
|  |                   |
|  | Megacephalosaurus |
|  |                   |

|  | Pliosaurus     |
|  |                |
|  | Gallardosaurus |
|  |                |

|  | Brachauchenius    |
|  |                   |
|  | Kronosaurus       |
|  |                   |
|  | Megacephalosaurus |
|  |                   |

|  | Pliosaurus     |
|  |                |
|  | Gallardosaurus |
|  |                |

|  | Brachauchenius    |
|  |                   |
|  | Kronosaurus       |
|  |                   |
|  | Megacephalosaurus |
|  |                   |

|  | Pliosaurus     |
|  |                |
|  | Gallardosaurus |
|  |                |

|  | Brachauchenius    |
|  |                   |
|  | Kronosaurus       |
|  |                   |
|  | Megacephalosaurus |
|  |                   |

|  | Pliosaurus     |
|  |                |
|  | Gallardosaurus |
|  |                |

|  | Brachauchenius    |
|  |                   |
|  | Kronosaurus       |
|  |                   |
|  | Megacephalosaurus |
|  |                   |

|  | Pliosaurus     |
|  |                |
|  | Gallardosaurus |
|  |                |

|  | Brachauchenius    |
|  |                   |
|  | Kronosaurus       |
|  |                   |
|  | Megacephalosaurus |
|  |                   |

|  | Pliosaurus     |
|  |                |
|  | Gallardosaurus |
|  |                |

|  | Brachauchenius    |
|  |                   |
|  | Kronosaurus       |
|  |                   |
|  | Megacephalosaurus |
|  |                   |

|  | Pliosaurus     |
|  |                |
|  | Gallardosaurus |
|  |                |

|  | Brachauchenius    |
|  |                   |
|  | Kronosaurus       |
|  |                   |
|  | Megacephalosaurus |
|  |                   |

|  | Pliosaurus     |
|  |                |
|  | Gallardosaurus |
|  |                |

|  | Brachauchenius    |
|  |                   |
|  | Kronosaurus       |
|  |                   |
|  | Megacephalosaurus |
|  |                   |

|  | Pliosaurus     |
|  |                |
|  | Gallardosaurus |
|  |                |

|  | Brachauchenius    |
|  |                   |
|  | Kronosaurus       |
|  |                   |
|  | Megacephalosaurus |
|  |                   |

|  | Pliosaurus     |
|  |                |
|  | Gallardosaurus |
|  |                |

|  | Brachauchenius    |
|  |                   |
|  | Kronosaurus       |
|  |                   |
|  | Megacephalosaurus |
|  |                   |

|  | Pliosaurus     |
|  |                |
|  | Gallardosaurus |
|  |                |

|  | Brachauchenius    |
|  |                   |
|  | Kronosaurus       |
|  |                   |
|  | Megacephalosaurus |
|  |                   |

|  | Pliosaurus     |
|  |                |
|  | Gallardosaurus |
|  |                |

|  | Brachauchenius    |
|  |                   |
|  | Kronosaurus       |
|  |                   |
|  | Megacephalosaurus |
|  |                   |

|  | Pliosaurus     |
|  |                |
|  | Gallardosaurus |
|  |                |

|  | Brachauchenius    |
|  |                   |
|  | Kronosaurus       |
|  |                   |
|  | Megacephalosaurus |
|  |                   |

|  | Pliosaurus     |
|  |                |
|  | Gallardosaurus |
|  |                |

|  | Brachauchenius    |
|  |                   |
|  | Kronosaurus       |
|  |                   |
|  | Megacephalosaurus |
|  |                   |

|  | Pliosaurus     |
|  |                |
|  | Gallardosaurus |
|  |                |

|  | Brachauchenius    |
|  |                   |
|  | Kronosaurus       |
|  |                   |
|  | Megacephalosaurus |
|  |                   |

|  | Pliosaurus     |
|  |                |
|  | Gallardosaurus |
|  |                |

|  | Brachauchenius    |
|  |                   |
|  | Kronosaurus       |
|  |                   |
|  | Megacephalosaurus |
|  |                   |

|  | Pliosaurus     |
|  |                |
|  | Gallardosaurus |
|  |                |

|  | Brachauchenius    |
|  |                   |
|  | Kronosaurus       |
|  |                   |
|  | Megacephalosaurus |
|  |                   |

|  | Pliosaurus     |
|  |                |
|  | Gallardosaurus |
|  |                |

|  | Brachauchenius    |
|  |                   |
|  | Kronosaurus       |
|  |                   |
|  | Megacephalosaurus |
|  |                   |

|  | Pliosaurus     |
|  |                |
|  | Gallardosaurus |
|  |                |

|  | Brachauchenius    |
|  |                   |
|  | Kronosaurus       |
|  |                   |
|  | Megacephalosaurus |
|  |                   |

|  | Pliosaurus     |
|  |                |
|  | Gallardosaurus |
|  |                |

|  | Brachauchenius    |
|  |                   |
|  | Kronosaurus       |
|  |                   |
|  | Megacephalosaurus |
|  |                   |

|  | Pliosaurus     |
|  |                |
|  | Gallardosaurus |
|  |                |

|  | Brachauchenius    |
|  |                   |
|  | Kronosaurus       |
|  |                   |
|  | Megacephalosaurus |
|  |                   |

|  | Pliosaurus     |
|  |                |
|  | Gallardosaurus |
|  |                |

|  | Brachauchenius    |
|  |                   |
|  | Kronosaurus       |
|  |                   |
|  | Megacephalosaurus |
|  |                   |

|  | Pliosaurus     |
|  |                |
|  | Gallardosaurus |
|  |                |

|  | Brachauchenius    |
|  |                   |
|  | Kronosaurus       |
|  |                   |
|  | Megacephalosaurus |
|  |                   |

|  | Pliosaurus     |
|  |                |
|  | Gallardosaurus |
|  |                |

|  | Brachauchenius    |
|  |                   |
|  | Kronosaurus       |
|  |                   |
|  | Megacephalosaurus |
|  |                   |

|  | Pliosaurus     |
|  |                |
|  | Gallardosaurus |
|  |                |

|  | Brachauchenius    |
|  |                   |
|  | Kronosaurus       |
|  |                   |
|  | Megacephalosaurus |
|  |                   |

|  | Pliosaurus     |
|  |                |
|  | Gallardosaurus |
|  |                |

|  | Brachauchenius    |
|  |                   |
|  | Kronosaurus       |
|  |                   |
|  | Megacephalosaurus |
|  |                   |

|  | Pliosaurus     |
|  |                |
|  | Gallardosaurus |
|  |                |

|  | Brachauchenius    |
|  |                   |
|  | Kronosaurus       |
|  |                   |
|  | Megacephalosaurus |
|  |                   |

|  | Pliosaurus     |
|  |                |
|  | Gallardosaurus |
|  |                |

|  | Brachauchenius    |
|  |                   |
|  | Kronosaurus       |
|  |                   |
|  | Megacephalosaurus |
|  |                   |

|  | Pliosaurus     |
|  |                |
|  | Gallardosaurus |
|  |                |

|  | Brachauchenius    |
|  |                   |
|  | Kronosaurus       |
|  |                   |
|  | Megacephalosaurus |
|  |                   |

|  | Pliosaurus     |
|  |                |
|  | Gallardosaurus |
|  |                |

|  | Brachauchenius    |
|  |                   |
|  | Kronosaurus       |
|  |                   |
|  | Megacephalosaurus |
|  |                   |

|  | Pliosaurus     |
|  |                |
|  | Gallardosaurus |
|  |                |

|  | Brachauchenius    |
|  |                   |
|  | Kronosaurus       |
|  |                   |
|  | Megacephalosaurus |
|  |                   |

|  | Pliosaurus     |
|  |                |
|  | Gallardosaurus |
|  |                |

|  | Brachauchenius    |
|  |                   |
|  | Kronosaurus       |
|  |                   |
|  | Megacephalosaurus |
|  |                   |

|  | Pliosaurus     |
|  |                |
|  | Gallardosaurus |
|  |                |

|  | Brachauchenius    |
|  |                   |
|  | Kronosaurus       |
|  |                   |
|  | Megacephalosaurus |
|  |                   |

|  | Pliosaurus     |
|  |                |
|  | Gallardosaurus |
|  |                |

|  | Brachauchenius    |
|  |                   |
|  | Kronosaurus       |
|  |                   |
|  | Megacephalosaurus |
|  |                   |

|  | Pliosaurus     |
|  |                |
|  | Gallardosaurus |
|  |                |

|  | Brachauchenius    |
|  |                   |
|  | Kronosaurus       |
|  |                   |
|  | Megacephalosaurus |
|  |                   |

|  | Pliosaurus     |
|  |                |
|  | Gallardosaurus |
|  |                |

|  | Brachauchenius    |
|  |                   |
|  | Kronosaurus       |
|  |                   |
|  | Megacephalosaurus |
|  |                   |

|  | Pliosaurus     |
|  |                |
|  | Gallardosaurus |
|  |                |

|  | Brachauchenius    |
|  |                   |
|  | Kronosaurus       |
|  |                   |
|  | Megacephalosaurus |
|  |                   |

|  | Pliosaurus     |
|  |                |
|  | Gallardosaurus |
|  |                |

|  | Brachauchenius    |
|  |                   |
|  | Kronosaurus       |
|  |                   |
|  | Megacephalosaurus |
|  |                   |

|  | Pliosaurus     |
|  |                |
|  | Gallardosaurus |
|  |                |

|  | Brachauchenius    |
|  |                   |
|  | Kronosaurus       |
|  |                   |
|  | Megacephalosaurus |
|  |                   |

|  | Pliosaurus     |
|  |                |
|  | Gallardosaurus |
|  |                |

|  | Brachauchenius    |
|  |                   |
|  | Kronosaurus       |
|  |                   |
|  | Megacephalosaurus |
|  |                   |

|  | Pliosaurus     |
|  |                |
|  | Gallardosaurus |
|  |                |

|  | Brachauchenius    |
|  |                   |
|  | Kronosaurus       |
|  |                   |
|  | Megacephalosaurus |
|  |                   |

|  | Pliosaurus     |
|  |                |
|  | Gallardosaurus |
|  |                |

|  | Brachauchenius    |
|  |                   |
|  | Kronosaurus       |
|  |                   |
|  | Megacephalosaurus |
|  |                   |

|  | Pliosaurus     |
|  |                |
|  | Gallardosaurus |
|  |                |

|  | Brachauchenius    |
|  |                   |
|  | Kronosaurus       |
|  |                   |
|  | Megacephalosaurus |
|  |                   |

|  | Pliosaurus     |
|  |                |
|  | Gallardosaurus |
|  |                |

|  | Brachauchenius    |
|  |                   |
|  | Kronosaurus       |
|  |                   |
|  | Megacephalosaurus |
|  |                   |

|  | Pliosaurus     |
|  |                |
|  | Gallardosaurus |
|  |                |

|  | Brachauchenius    |
|  |                   |
|  | Kronosaurus       |
|  |                   |
|  | Megacephalosaurus |
|  |                   |

|  | Pliosaurus     |
|  |                |
|  | Gallardosaurus |
|  |                |

|  | Brachauchenius    |
|  |                   |
|  | Kronosaurus       |
|  |                   |
|  | Megacephalosaurus |
|  |                   |

|  | Pliosaurus     |
|  |                |
|  | Gallardosaurus |
|  |                |

|  | Brachauchenius    |
|  |                   |
|  | Kronosaurus       |
|  |                   |
|  | Megacephalosaurus |
|  |                   |

|  | Pliosaurus     |
|  |                |
|  | Gallardosaurus |
|  |                |

|  | Brachauchenius    |
|  |                   |
|  | Kronosaurus       |
|  |                   |
|  | Megacephalosaurus |
|  |                   |

|  | Pliosaurus     |
|  |                |
|  | Gallardosaurus |
|  |                |

|  | Brachauchenius    |
|  |                   |
|  | Kronosaurus       |
|  |                   |
|  | Megacephalosaurus |
|  |                   |

|  | Pliosaurus     |
|  |                |
|  | Gallardosaurus |
|  |                |

|  | Brachauchenius    |
|  |                   |
|  | Kronosaurus       |
|  |                   |
|  | Megacephalosaurus |
|  |                   |

|  | Pliosaurus     |
|  |                |
|  | Gallardosaurus |
|  |                |

|  | Brachauchenius    |
|  |                   |
|  | Kronosaurus       |
|  |                   |
|  | Megacephalosaurus |
|  |                   |

|  | Pliosaurus     |
|  |                |
|  | Gallardosaurus |
|  |                |

|  | Brachauchenius    |
|  |                   |
|  | Kronosaurus       |
|  |                   |
|  | Megacephalosaurus |
|  |                   |

|  | Pliosaurus     |
|  |                |
|  | Gallardosaurus |
|  |                |

|  | Brachauchenius    |
|  |                   |
|  | Kronosaurus       |
|  |                   |
|  | Megacephalosaurus |
|  |                   |

|  | Pliosaurus     |
|  |                |
|  | Gallardosaurus |
|  |                |

|  | Brachauchenius    |
|  |                   |
|  | Kronosaurus       |
|  |                   |
|  | Megacephalosaurus |
|  |                   |

|  | Pliosaurus     |
|  |                |
|  | Gallardosaurus |
|  |                |

|  | Brachauchenius    |
|  |                   |
|  | Kronosaurus       |
|  |                   |
|  | Megacephalosaurus |
|  |                   |

|  | Pliosaurus     |
|  |                |
|  | Gallardosaurus |
|  |                |

|  | Brachauchenius    |
|  |                   |
|  | Kronosaurus       |
|  |                   |
|  | Megacephalosaurus |
|  |                   |

|  | Pliosaurus     |
|  |                |
|  | Gallardosaurus |
|  |                |

|  | Brachauchenius    |
|  |                   |
|  | Kronosaurus       |
|  |                   |
|  | Megacephalosaurus |
|  |                   |

|  | Pliosaurus     |
|  |                |
|  | Gallardosaurus |
|  |                |

|  | Brachauchenius    |
|  |                   |
|  | Kronosaurus       |
|  |                   |
|  | Megacephalosaurus |
|  |                   |

|  | Pliosaurus     |
|  |                |
|  | Gallardosaurus |
|  |                |

|  | Brachauchenius    |
|  |                   |
|  | Kronosaurus       |
|  |                   |
|  | Megacephalosaurus |
|  |                   |

|  | Pliosaurus     |
|  |                |
|  | Gallardosaurus |
|  |                |

|  | Brachauchenius    |
|  |                   |
|  | Kronosaurus       |
|  |                   |
|  | Megacephalosaurus |
|  |                   |

|  | Pliosaurus     |
|  |                |
|  | Gallardosaurus |
|  |                |

|  | Brachauchenius    |
|  |                   |
|  | Kronosaurus       |
|  |                   |
|  | Megacephalosaurus |
|  |                   |

|  | Pliosaurus     |
|  |                |
|  | Gallardosaurus |
|  |                |

|  | Brachauchenius    |
|  |                   |
|  | Kronosaurus       |
|  |                   |
|  | Megacephalosaurus |
|  |                   |

|  | Pliosaurus     |
|  |                |
|  | Gallardosaurus |
|  |                |

|  | Brachauchenius    |
|  |                   |
|  | Kronosaurus       |
|  |                   |
|  | Megacephalosaurus |
|  |                   |

|  | Pliosaurus     |
|  |                |
|  | Gallardosaurus |
|  |                |

|  | Brachauchenius    |
|  |                   |
|  | Kronosaurus       |
|  |                   |
|  | Megacephalosaurus |
|  |                   |

|  | Pliosaurus     |
|  |                |
|  | Gallardosaurus |
|  |                |

|  | Brachauchenius    |
|  |                   |
|  | Kronosaurus       |
|  |                   |
|  | Megacephalosaurus |
|  |                   |

|  | Pliosaurus     |
|  |                |
|  | Gallardosaurus |
|  |                |

|  | Brachauchenius    |
|  |                   |
|  | Kronosaurus       |
|  |                   |
|  | Megacephalosaurus |
|  |                   |

|  | Pliosaurus     |
|  |                |
|  | Gallardosaurus |
|  |                |

|  | Brachauchenius    |
|  |                   |
|  | Kronosaurus       |
|  |                   |
|  | Megacephalosaurus |
|  |                   |

|  | Pliosaurus     |
|  |                |
|  | Gallardosaurus |
|  |                |

|  | Brachauchenius    |
|  |                   |
|  | Kronosaurus       |
|  |                   |
|  | Megacephalosaurus |
|  |                   |

|  | Pliosaurus     |
|  |                |
|  | Gallardosaurus |
|  |                |

|  | Brachauchenius    |
|  |                   |
|  | Kronosaurus       |
|  |                   |
|  | Megacephalosaurus |
|  |                   |

|  | Pliosaurus     |
|  |                |
|  | Gallardosaurus |
|  |                |

|  | Brachauchenius    |
|  |                   |
|  | Kronosaurus       |
|  |                   |
|  | Megacephalosaurus |
|  |                   |

|  | Pliosaurus     |
|  |                |
|  | Gallardosaurus |
|  |                |

|  | Brachauchenius    |
|  |                   |
|  | Kronosaurus       |
|  |                   |
|  | Megacephalosaurus |
|  |                   |

|  | Pliosaurus     |
|  |                |
|  | Gallardosaurus |
|  |                |

|  | Brachauchenius    |
|  |                   |
|  | Kronosaurus       |
|  |                   |
|  | Megacephalosaurus |
|  |                   |

|  | Pliosaurus     |
|  |                |
|  | Gallardosaurus |
|  |                |

|  | Brachauchenius    |
|  |                   |
|  | Kronosaurus       |
|  |                   |
|  | Megacephalosaurus |
|  |                   |

|  | Pliosaurus     |
|  |                |
|  | Gallardosaurus |
|  |                |

|  | Brachauchenius    |
|  |                   |
|  | Kronosaurus       |
|  |                   |
|  | Megacephalosaurus |
|  |                   |

|  | Pliosaurus     |
|  |                |
|  | Gallardosaurus |
|  |                |

|  | Brachauchenius    |
|  |                   |
|  | Kronosaurus       |
|  |                   |
|  | Megacephalosaurus |
|  |                   |

|  | Pliosaurus     |
|  |                |
|  | Gallardosaurus |
|  |                |

|  | Brachauchenius    |
|  |                   |
|  | Kronosaurus       |
|  |                   |
|  | Megacephalosaurus |
|  |                   |

|  | Pliosaurus     |
|  |                |
|  | Gallardosaurus |
|  |                |

|  | Brachauchenius    |
|  |                   |
|  | Kronosaurus       |
|  |                   |
|  | Megacephalosaurus |
|  |                   |

|  | Pliosaurus     |
|  |                |
|  | Gallardosaurus |
|  |                |

|  | Brachauchenius    |
|  |                   |
|  | Kronosaurus       |
|  |                   |
|  | Megacephalosaurus |
|  |                   |

|  | Pliosaurus     |
|  |                |
|  | Gallardosaurus |
|  |                |

|  | Brachauchenius    |
|  |                   |
|  | Kronosaurus       |
|  |                   |
|  | Megacephalosaurus |
|  |                   |

|  | Pliosaurus     |
|  |                |
|  | Gallardosaurus |
|  |                |

|  | Brachauchenius    |
|  |                   |
|  | Kronosaurus       |
|  |                   |
|  | Megacephalosaurus |
|  |                   |

|  | Pliosaurus     |
|  |                |
|  | Gallardosaurus |
|  |                |

|  | Brachauchenius    |
|  |                   |
|  | Kronosaurus       |
|  |                   |
|  | Megacephalosaurus |
|  |                   |

|  | Pliosaurus     |
|  |                |
|  | Gallardosaurus |
|  |                |

|  | Brachauchenius    |
|  |                   |
|  | Kronosaurus       |
|  |                   |
|  | Megacephalosaurus |
|  |                   |

|  | Pliosaurus     |
|  |                |
|  | Gallardosaurus |
|  |                |

|  | Brachauchenius    |
|  |                   |
|  | Kronosaurus       |
|  |                   |
|  | Megacephalosaurus |
|  |                   |

|  | Pliosaurus     |
|  |                |
|  | Gallardosaurus |
|  |                |

|  | Brachauchenius    |
|  |                   |
|  | Kronosaurus       |
|  |                   |
|  | Megacephalosaurus |
|  |                   |

|  | Pliosaurus     |
|  |                |
|  | Gallardosaurus |
|  |                |

|  | Brachauchenius    |
|  |                   |
|  | Kronosaurus       |
|  |                   |
|  | Megacephalosaurus |
|  |                   |

|  | Pliosaurus     |
|  |                |
|  | Gallardosaurus |
|  |                |

|  | Brachauchenius    |
|  |                   |
|  | Kronosaurus       |
|  |                   |
|  | Megacephalosaurus |
|  |                   |

|  | Pliosaurus     |
|  |                |
|  | Gallardosaurus |
|  |                |

|  | Brachauchenius    |
|  |                   |
|  | Kronosaurus       |
|  |                   |
|  | Megacephalosaurus |
|  |                   |

|  | Pliosaurus     |
|  |                |
|  | Gallardosaurus |
|  |                |

|  | Brachauchenius    |
|  |                   |
|  | Kronosaurus       |
|  |                   |
|  | Megacephalosaurus |
|  |                   |

|  | Pliosaurus     |
|  |                |
|  | Gallardosaurus |
|  |                |

|  | Brachauchenius    |
|  |                   |
|  | Kronosaurus       |
|  |                   |
|  | Megacephalosaurus |
|  |                   |

|  | Pliosaurus     |
|  |                |
|  | Gallardosaurus |
|  |                |

|  | Brachauchenius    |
|  |                   |
|  | Kronosaurus       |
|  |                   |
|  | Megacephalosaurus |
|  |                   |

|  | Pliosaurus     |
|  |                |
|  | Gallardosaurus |
|  |                |

|  | Brachauchenius    |
|  |                   |
|  | Kronosaurus       |
|  |                   |
|  | Megacephalosaurus |
|  |                   |

|  | Pliosaurus     |
|  |                |
|  | Gallardosaurus |
|  |                |

|  | Brachauchenius    |
|  |                   |
|  | Kronosaurus       |
|  |                   |
|  | Megacephalosaurus |
|  |                   |

|  | Pliosaurus     |
|  |                |
|  | Gallardosaurus |
|  |                |

|  | Brachauchenius    |
|  |                   |
|  | Kronosaurus       |
|  |                   |
|  | Megacephalosaurus |
|  |                   |

|  | Pliosaurus     |
|  |                |
|  | Gallardosaurus |
|  |                |

|  | Brachauchenius    |
|  |                   |
|  | Kronosaurus       |
|  |                   |
|  | Megacephalosaurus |
|  |                   |

|  | Pliosaurus     |
|  |                |
|  | Gallardosaurus |
|  |                |

|  | Brachauchenius    |
|  |                   |
|  | Kronosaurus       |
|  |                   |
|  | Megacephalosaurus |
|  |                   |

|  | Pliosaurus     |
|  |                |
|  | Gallardosaurus |
|  |                |

|  | Brachauchenius    |
|  |                   |
|  | Kronosaurus       |
|  |                   |
|  | Megacephalosaurus |
|  |                   |

|  | Pliosaurus     |
|  |                |
|  | Gallardosaurus |
|  |                |

|  | Brachauchenius    |
|  |                   |
|  | Kronosaurus       |
|  |                   |
|  | Megacephalosaurus |
|  |                   |

|  | Pliosaurus     |
|  |                |
|  | Gallardosaurus |
|  |                |

|  | Brachauchenius    |
|  |                   |
|  | Kronosaurus       |
|  |                   |
|  | Megacephalosaurus |
|  |                   |

|  | Pliosaurus     |
|  |                |
|  | Gallardosaurus |
|  |                |

|  | Brachauchenius    |
|  |                   |
|  | Kronosaurus       |
|  |                   |
|  | Megacephalosaurus |
|  |                   |

|  | Pliosaurus     |
|  |                |
|  | Gallardosaurus |
|  |                |

|  | Brachauchenius    |
|  |                   |
|  | Kronosaurus       |
|  |                   |
|  | Megacephalosaurus |
|  |                   |

|  | Pliosaurus     |
|  |                |
|  | Gallardosaurus |
|  |                |

|  | Brachauchenius    |
|  |                   |
|  | Kronosaurus       |
|  |                   |
|  | Megacephalosaurus |
|  |                   |

|  | Pliosaurus     |
|  |                |
|  | Gallardosaurus |
|  |                |

|  | Brachauchenius    |
|  |                   |
|  | Kronosaurus       |
|  |                   |
|  | Megacephalosaurus |
|  |                   |

|  | Pliosaurus     |
|  |                |
|  | Gallardosaurus |
|  |                |

|  | Brachauchenius    |
|  |                   |
|  | Kronosaurus       |
|  |                   |
|  | Megacephalosaurus |
|  |                   |

|  | Pliosaurus     |
|  |                |
|  | Gallardosaurus |
|  |                |

|  | Brachauchenius    |
|  |                   |
|  | Kronosaurus       |
|  |                   |
|  | Megacephalosaurus |
|  |                   |

|  | Pliosaurus     |
|  |                |
|  | Gallardosaurus |
|  |                |

|  | Brachauchenius    |
|  |                   |
|  | Kronosaurus       |
|  |                   |
|  | Megacephalosaurus |
|  |                   |

|  | Pliosaurus     |
|  |                |
|  | Gallardosaurus |
|  |                |

|  | Brachauchenius    |
|  |                   |
|  | Kronosaurus       |
|  |                   |
|  | Megacephalosaurus |
|  |                   |

|  | Pliosaurus     |
|  |                |
|  | Gallardosaurus |
|  |                |

|  | Brachauchenius    |
|  |                   |
|  | Kronosaurus       |
|  |                   |
|  | Megacephalosaurus |
|  |                   |

|  | Pliosaurus     |
|  |                |
|  | Gallardosaurus |
|  |                |

|  | Brachauchenius    |
|  |                   |
|  | Kronosaurus       |
|  |                   |
|  | Megacephalosaurus |
|  |                   |

|  | Pliosaurus     |
|  |                |
|  | Gallardosaurus |
|  |                |

|  | Brachauchenius    |
|  |                   |
|  | Kronosaurus       |
|  |                   |
|  | Megacephalosaurus |
|  |                   |

|  | Pliosaurus     |
|  |                |
|  | Gallardosaurus |
|  |                |

|  | Brachauchenius    |
|  |                   |
|  | Kronosaurus       |
|  |                   |
|  | Megacephalosaurus |
|  |                   |

|  | Pliosaurus     |
|  |                |
|  | Gallardosaurus |
|  |                |

|  | Brachauchenius    |
|  |                   |
|  | Kronosaurus       |
|  |                   |
|  | Megacephalosaurus |
|  |                   |

|  | Pliosaurus     |
|  |                |
|  | Gallardosaurus |
|  |                |

|  | Brachauchenius    |
|  |                   |
|  | Kronosaurus       |
|  |                   |
|  | Megacephalosaurus |
|  |                   |

|  | Pliosaurus     |
|  |                |
|  | Gallardosaurus |
|  |                |

|  | Brachauchenius    |
|  |                   |
|  | Kronosaurus       |
|  |                   |
|  | Megacephalosaurus |
|  |                   |

|  | Pliosaurus     |
|  |                |
|  | Gallardosaurus |
|  |                |

|  | Brachauchenius    |
|  |                   |
|  | Kronosaurus       |
|  |                   |
|  | Megacephalosaurus |
|  |                   |

|  | Pliosaurus     |
|  |                |
|  | Gallardosaurus |
|  |                |

|  | Brachauchenius    |
|  |                   |
|  | Kronosaurus       |
|  |                   |
|  | Megacephalosaurus |
|  |                   |

|  | Pliosaurus     |
|  |                |
|  | Gallardosaurus |
|  |                |

|  | Brachauchenius    |
|  |                   |
|  | Kronosaurus       |
|  |                   |
|  | Megacephalosaurus |
|  |                   |

|  | Pliosaurus     |
|  |                |
|  | Gallardosaurus |
|  |                |

|  | Brachauchenius    |
|  |                   |
|  | Kronosaurus       |
|  |                   |
|  | Megacephalosaurus |
|  |                   |

|  | Pliosaurus     |
|  |                |
|  | Gallardosaurus |
|  |                |

|  | Brachauchenius    |
|  |                   |
|  | Kronosaurus       |
|  |                   |
|  | Megacephalosaurus |
|  |                   |

|  | Pliosaurus     |
|  |                |
|  | Gallardosaurus |
|  |                |

|  | Brachauchenius    |
|  |                   |
|  | Kronosaurus       |
|  |                   |
|  | Megacephalosaurus |
|  |                   |

|  | Pliosaurus     |
|  |                |
|  | Gallardosaurus |
|  |                |

|  | Brachauchenius    |
|  |                   |
|  | Kronosaurus       |
|  |                   |
|  | Megacephalosaurus |
|  |                   |

|  | Pliosaurus     |
|  |                |
|  | Gallardosaurus |
|  |                |

|  | Brachauchenius    |
|  |                   |
|  | Kronosaurus       |
|  |                   |
|  | Megacephalosaurus |
|  |                   |

|  | Pliosaurus     |
|  |                |
|  | Gallardosaurus |
|  |                |

|  | Brachauchenius    |
|  |                   |
|  | Kronosaurus       |
|  |                   |
|  | Megacephalosaurus |
|  |                   |

|  | Pliosaurus     |
|  |                |
|  | Gallardosaurus |
|  |                |

|  | Brachauchenius    |
|  |                   |
|  | Kronosaurus       |
|  |                   |
|  | Megacephalosaurus |
|  |                   |

|  | Pliosaurus     |
|  |                |
|  | Gallardosaurus |
|  |                |

|  | Brachauchenius    |
|  |                   |
|  | Kronosaurus       |
|  |                   |
|  | Megacephalosaurus |
|  |                   |

|  | Pliosaurus     |
|  |                |
|  | Gallardosaurus |
|  |                |

|  | Brachauchenius    |
|  |                   |
|  | Kronosaurus       |
|  |                   |
|  | Megacephalosaurus |
|  |                   |

|  | Pliosaurus     |
|  |                |
|  | Gallardosaurus |
|  |                |

|  | Brachauchenius    |
|  |                   |
|  | Kronosaurus       |
|  |                   |
|  | Megacephalosaurus |
|  |                   |

|  | Pliosaurus     |
|  |                |
|  | Gallardosaurus |
|  |                |

|  | Brachauchenius    |
|  |                   |
|  | Kronosaurus       |
|  |                   |
|  | Megacephalosaurus |
|  |                   |

|  | Pliosaurus     |
|  |                |
|  | Gallardosaurus |
|  |                |

|  | Brachauchenius    |
|  |                   |
|  | Kronosaurus       |
|  |                   |
|  | Megacephalosaurus |
|  |                   |

|  | Pliosaurus     |
|  |                |
|  | Gallardosaurus |
|  |                |

|  | Brachauchenius    |
|  |                   |
|  | Kronosaurus       |
|  |                   |
|  | Megacephalosaurus |
|  |                   |

|  | Pliosaurus     |
|  |                |
|  | Gallardosaurus |
|  |                |

|  | Brachauchenius    |
|  |                   |
|  | Kronosaurus       |
|  |                   |
|  | Megacephalosaurus |
|  |                   |

|  | Pliosaurus     |
|  |                |
|  | Gallardosaurus |
|  |                |

|  | Brachauchenius    |
|  |                   |
|  | Kronosaurus       |
|  |                   |
|  | Megacephalosaurus |
|  |                   |

|  | Pliosaurus     |
|  |                |
|  | Gallardosaurus |
|  |                |

|  | Brachauchenius    |
|  |                   |
|  | Kronosaurus       |
|  |                   |
|  | Megacephalosaurus |
|  |                   |

|  | Pliosaurus     |
|  |                |
|  | Gallardosaurus |
|  |                |

|  | Brachauchenius    |
|  |                   |
|  | Kronosaurus       |
|  |                   |
|  | Megacephalosaurus |
|  |                   |

|  | Pliosaurus     |
|  |                |
|  | Gallardosaurus |
|  |                |

|  | Brachauchenius    |
|  |                   |
|  | Kronosaurus       |
|  |                   |
|  | Megacephalosaurus |
|  |                   |

|  | Pliosaurus     |
|  |                |
|  | Gallardosaurus |
|  |                |

|  | Brachauchenius    |
|  |                   |
|  | Kronosaurus       |
|  |                   |
|  | Megacephalosaurus |
|  |                   |

|  | Pliosaurus     |
|  |                |
|  | Gallardosaurus |
|  |                |

|  | Brachauchenius    |
|  |                   |
|  | Kronosaurus       |
|  |                   |
|  | Megacephalosaurus |
|  |                   |

|  | Pliosaurus     |
|  |                |
|  | Gallardosaurus |
|  |                |

|  | Brachauchenius    |
|  |                   |
|  | Kronosaurus       |
|  |                   |
|  | Megacephalosaurus |
|  |                   |

|  | Pliosaurus     |
|  |                |
|  | Gallardosaurus |
|  |                |

|  | Brachauchenius    |
|  |                   |
|  | Kronosaurus       |
|  |                   |
|  | Megacephalosaurus |
|  |                   |

|  | Pliosaurus     |
|  |                |
|  | Gallardosaurus |
|  |                |

|  | Brachauchenius    |
|  |                   |
|  | Kronosaurus       |
|  |                   |
|  | Megacephalosaurus |
|  |                   |

|  | Pliosaurus     |
|  |                |
|  | Gallardosaurus |
|  |                |

|  | Brachauchenius    |
|  |                   |
|  | Kronosaurus       |
|  |                   |
|  | Megacephalosaurus |
|  |                   |

|  | Pliosaurus     |
|  |                |
|  | Gallardosaurus |
|  |                |

|  | Brachauchenius    |
|  |                   |
|  | Kronosaurus       |
|  |                   |
|  | Megacephalosaurus |
|  |                   |

|  | Pliosaurus     |
|  |                |
|  | Gallardosaurus |
|  |                |

|  | Brachauchenius    |
|  |                   |
|  | Kronosaurus       |
|  |                   |
|  | Megacephalosaurus |
|  |                   |

|  | Pliosaurus     |
|  |                |
|  | Gallardosaurus |
|  |                |

|  | Brachauchenius    |
|  |                   |
|  | Kronosaurus       |
|  |                   |
|  | Megacephalosaurus |
|  |                   |

|  | Pliosaurus     |
|  |                |
|  | Gallardosaurus |
|  |                |

|  | Brachauchenius    |
|  |                   |
|  | Kronosaurus       |
|  |                   |
|  | Megacephalosaurus |
|  |                   |

|  | Pliosaurus     |
|  |                |
|  | Gallardosaurus |
|  |                |

|  | Brachauchenius    |
|  |                   |
|  | Kronosaurus       |
|  |                   |
|  | Megacephalosaurus |
|  |                   |

|  | Pliosaurus     |
|  |                |
|  | Gallardosaurus |
|  |                |

|  | Brachauchenius    |
|  |                   |
|  | Kronosaurus       |
|  |                   |
|  | Megacephalosaurus |
|  |                   |

|  | Pliosaurus     |
|  |                |
|  | Gallardosaurus |
|  |                |

|  | Brachauchenius    |
|  |                   |
|  | Kronosaurus       |
|  |                   |
|  | Megacephalosaurus |
|  |                   |

|  | Pliosaurus     |
|  |                |
|  | Gallardosaurus |
|  |                |

|  | Brachauchenius    |
|  |                   |
|  | Kronosaurus       |
|  |                   |
|  | Megacephalosaurus |
|  |                   |

|  | Pliosaurus     |
|  |                |
|  | Gallardosaurus |
|  |                |

|  | Brachauchenius    |
|  |                   |
|  | Kronosaurus       |
|  |                   |
|  | Megacephalosaurus |
|  |                   |

|  | Pliosaurus     |
|  |                |
|  | Gallardosaurus |
|  |                |

|  | Brachauchenius    |
|  |                   |
|  | Kronosaurus       |
|  |                   |
|  | Megacephalosaurus |
|  |                   |

|  | Pliosaurus     |
|  |                |
|  | Gallardosaurus |
|  |                |

|  | Brachauchenius    |
|  |                   |
|  | Kronosaurus       |
|  |                   |
|  | Megacephalosaurus |
|  |                   |

|  | Pliosaurus     |
|  |                |
|  | Gallardosaurus |
|  |                |

|  | Brachauchenius    |
|  |                   |
|  | Kronosaurus       |
|  |                   |
|  | Megacephalosaurus |
|  |                   |

|  | Pliosaurus     |
|  |                |
|  | Gallardosaurus |
|  |                |

|  | Brachauchenius    |
|  |                   |
|  | Kronosaurus       |
|  |                   |
|  | Megacephalosaurus |
|  |                   |

|  | Pliosaurus     |
|  |                |
|  | Gallardosaurus |
|  |                |

|  | Brachauchenius    |
|  |                   |
|  | Kronosaurus       |
|  |                   |
|  | Megacephalosaurus |
|  |                   |

|  | Pliosaurus     |
|  |                |
|  | Gallardosaurus |
|  |                |

|  | Brachauchenius    |
|  |                   |
|  | Kronosaurus       |
|  |                   |
|  | Megacephalosaurus |
|  |                   |

|  | Pliosaurus     |
|  |                |
|  | Gallardosaurus |
|  |                |

|  | Brachauchenius    |
|  |                   |
|  | Kronosaurus       |
|  |                   |
|  | Megacephalosaurus |
|  |                   |

|  | Pliosaurus     |
|  |                |
|  | Gallardosaurus |
|  |                |

|  | Brachauchenius    |
|  |                   |
|  | Kronosaurus       |
|  |                   |
|  | Megacephalosaurus |
|  |                   |

|  | Pliosaurus     |
|  |                |
|  | Gallardosaurus |
|  |                |

|  | Brachauchenius    |
|  |                   |
|  | Kronosaurus       |
|  |                   |
|  | Megacephalosaurus |
|  |                   |

|  | Pliosaurus     |
|  |                |
|  | Gallardosaurus |
|  |                |

|  | Brachauchenius    |
|  |                   |
|  | Kronosaurus       |
|  |                   |
|  | Megacephalosaurus |
|  |                   |

|  | Pliosaurus     |
|  |                |
|  | Gallardosaurus |
|  |                |

|  | Brachauchenius    |
|  |                   |
|  | Kronosaurus       |
|  |                   |
|  | Megacephalosaurus |
|  |                   |

|  | Pliosaurus     |
|  |                |
|  | Gallardosaurus |
|  |                |

|  | Brachauchenius    |
|  |                   |
|  | Kronosaurus       |
|  |                   |
|  | Megacephalosaurus |
|  |                   |

|  | Pliosaurus     |
|  |                |
|  | Gallardosaurus |
|  |                |

|  | Brachauchenius    |
|  |                   |
|  | Kronosaurus       |
|  |                   |
|  | Megacephalosaurus |
|  |                   |

|  | Pliosaurus     |
|  |                |
|  | Gallardosaurus |
|  |                |

|  | Brachauchenius    |
|  |                   |
|  | Kronosaurus       |
|  |                   |
|  | Megacephalosaurus |
|  |                   |

|  | Pliosaurus     |
|  |                |
|  | Gallardosaurus |
|  |                |

|  | Brachauchenius    |
|  |                   |
|  | Kronosaurus       |
|  |                   |
|  | Megacephalosaurus |
|  |                   |

|  | Pliosaurus     |
|  |                |
|  | Gallardosaurus |
|  |                |

|  | Brachauchenius    |
|  |                   |
|  | Kronosaurus       |
|  |                   |
|  | Megacephalosaurus |
|  |                   |

|  | Pliosaurus     |
|  |                |
|  | Gallardosaurus |
|  |                |

|  | Brachauchenius    |
|  |                   |
|  | Kronosaurus       |
|  |                   |
|  | Megacephalosaurus |
|  |                   |

|  | Pliosaurus     |
|  |                |
|  | Gallardosaurus |
|  |                |

|  | Brachauchenius    |
|  |                   |
|  | Kronosaurus       |
|  |                   |
|  | Megacephalosaurus |
|  |                   |

|  | Pliosaurus     |
|  |                |
|  | Gallardosaurus |
|  |                |

|  | Brachauchenius    |
|  |                   |
|  | Kronosaurus       |
|  |                   |
|  | Megacephalosaurus |
|  |                   |

|  | Pliosaurus     |
|  |                |
|  | Gallardosaurus |
|  |                |

|  | Brachauchenius    |
|  |                   |
|  | Kronosaurus       |
|  |                   |
|  | Megacephalosaurus |
|  |                   |

|  | Pliosaurus     |
|  |                |
|  | Gallardosaurus |
|  |                |

|  | Brachauchenius    |
|  |                   |
|  | Kronosaurus       |
|  |                   |
|  | Megacephalosaurus |
|  |                   |

|  | Pliosaurus     |
|  |                |
|  | Gallardosaurus |
|  |                |

|  | Brachauchenius    |
|  |                   |
|  | Kronosaurus       |
|  |                   |
|  | Megacephalosaurus |
|  |                   |

|  | Pliosaurus     |
|  |                |
|  | Gallardosaurus |
|  |                |

|  | Brachauchenius    |
|  |                   |
|  | Kronosaurus       |
|  |                   |
|  | Megacephalosaurus |
|  |                   |

|  | Pliosaurus     |
|  |                |
|  | Gallardosaurus |
|  |                |

|  | Brachauchenius    |
|  |                   |
|  | Kronosaurus       |
|  |                   |
|  | Megacephalosaurus |
|  |                   |

|  | Pliosaurus     |
|  |                |
|  | Gallardosaurus |
|  |                |

|  | Brachauchenius    |
|  |                   |
|  | Kronosaurus       |
|  |                   |
|  | Megacephalosaurus |
|  |                   |

|  | Pliosaurus     |
|  |                |
|  | Gallardosaurus |
|  |                |

|  | Brachauchenius    |
|  |                   |
|  | Kronosaurus       |
|  |                   |
|  | Megacephalosaurus |
|  |                   |

|  | Pliosaurus     |
|  |                |
|  | Gallardosaurus |
|  |                |

|  | Brachauchenius    |
|  |                   |
|  | Kronosaurus       |
|  |                   |
|  | Megacephalosaurus |
|  |                   |

|  | Pliosaurus     |
|  |                |
|  | Gallardosaurus |
|  |                |

|  | Brachauchenius    |
|  |                   |
|  | Kronosaurus       |
|  |                   |
|  | Megacephalosaurus |
|  |                   |

|  | Pliosaurus     |
|  |                |
|  | Gallardosaurus |
|  |                |

|  | Brachauchenius    |
|  |                   |
|  | Kronosaurus       |
|  |                   |
|  | Megacephalosaurus |
|  |                   |

|  | Pliosaurus     |
|  |                |
|  | Gallardosaurus |
|  |                |

|  | Brachauchenius    |
|  |                   |
|  | Kronosaurus       |
|  |                   |
|  | Megacephalosaurus |
|  |                   |

|  | Pliosaurus     |
|  |                |
|  | Gallardosaurus |
|  |                |

|  | Brachauchenius    |
|  |                   |
|  | Kronosaurus       |
|  |                   |
|  | Megacephalosaurus |
|  |                   |

|  | Pliosaurus     |
|  |                |
|  | Gallardosaurus |
|  |                |

|  | Brachauchenius    |
|  |                   |
|  | Kronosaurus       |
|  |                   |
|  | Megacephalosaurus |
|  |                   |

|  | Pliosaurus     |
|  |                |
|  | Gallardosaurus |
|  |                |

|  | Brachauchenius    |
|  |                   |
|  | Kronosaurus       |
|  |                   |
|  | Megacephalosaurus |
|  |                   |

|  | Pliosaurus     |
|  |                |
|  | Gallardosaurus |
|  |                |

|  | Brachauchenius    |
|  |                   |
|  | Kronosaurus       |
|  |                   |
|  | Megacephalosaurus |
|  |                   |

|  | Pliosaurus     |
|  |                |
|  | Gallardosaurus |
|  |                |

|  | Brachauchenius    |
|  |                   |
|  | Kronosaurus       |
|  |                   |
|  | Megacephalosaurus |
|  |                   |

|  | Pliosaurus     |
|  |                |
|  | Gallardosaurus |
|  |                |

|  | Brachauchenius    |
|  |                   |
|  | Kronosaurus       |
|  |                   |
|  | Megacephalosaurus |
|  |                   |

|  | Pliosaurus     |
|  |                |
|  | Gallardosaurus |
|  |                |

|  | Brachauchenius    |
|  |                   |
|  | Kronosaurus       |
|  |                   |
|  | Megacephalosaurus |
|  |                   |

|  | Pliosaurus     |
|  |                |
|  | Gallardosaurus |
|  |                |

|  | Brachauchenius    |
|  |                   |
|  | Kronosaurus       |
|  |                   |
|  | Megacephalosaurus |
|  |                   |

|  | Pliosaurus     |
|  |                |
|  | Gallardosaurus |
|  |                |

|  | Brachauchenius    |
|  |                   |
|  | Kronosaurus       |
|  |                   |
|  | Megacephalosaurus |
|  |                   |

|  | Pliosaurus     |
|  |                |
|  | Gallardosaurus |
|  |                |

|  | Brachauchenius    |
|  |                   |
|  | Kronosaurus       |
|  |                   |
|  | Megacephalosaurus |
|  |                   |

|  | Pliosaurus     |
|  |                |
|  | Gallardosaurus |
|  |                |

|  | Brachauchenius    |
|  |                   |
|  | Kronosaurus       |
|  |                   |
|  | Megacephalosaurus |
|  |                   |

|  | Pliosaurus     |
|  |                |
|  | Gallardosaurus |
|  |                |

|  | Brachauchenius    |
|  |                   |
|  | Kronosaurus       |
|  |                   |
|  | Megacephalosaurus |
|  |                   |

|  | Pliosaurus     |
|  |                |
|  | Gallardosaurus |
|  |                |

|  | Brachauchenius    |
|  |                   |
|  | Kronosaurus       |
|  |                   |
|  | Megacephalosaurus |
|  |                   |

|  | Pliosaurus     |
|  |                |
|  | Gallardosaurus |
|  |                |

|  | Brachauchenius    |
|  |                   |
|  | Kronosaurus       |
|  |                   |
|  | Megacephalosaurus |
|  |                   |

|  | Pliosaurus     |
|  |                |
|  | Gallardosaurus |
|  |                |

|  | Brachauchenius    |
|  |                   |
|  | Kronosaurus       |
|  |                   |
|  | Megacephalosaurus |
|  |                   |

|  | Pliosaurus     |
|  |                |
|  | Gallardosaurus |
|  |                |

|  | Brachauchenius    |
|  |                   |
|  | Kronosaurus       |
|  |                   |
|  | Megacephalosaurus |
|  |                   |